# Chileense selecties op internationale voetbaltoernooien
Dit is een overzichtspagina met de selecties van het Chileens voetbalelftal die deelnamen aan de grote internationale voetbaltoernooien.

## Olympische Spelen 1928
| №                 | Naam                | Geboortedatum    | Caps | Goals | Club                   | Duels | Goal | Kreeg geel | Kreeg voor de tweede keer geel en dus rood | Weggestuurd |
| Doel              | Doel                | Doel             | Doel | Doel  | Doel                   | Doel  | Doel | Doel       | Doel                                       | Doel        |
| ----------------- | ------------------- | ---------------- | ---- | ----- | ---------------------- | ----- | ---- | ---------- | ------------------------------------------ | ----------- |
|                   | Roberto Cortés      | 2 februari 1905  |      |       | Chilex Chuquicamata    | 0     | 0    | –          | –                                          | –           |
|                   | Juan Ibacache       |                  |      |       | Carioca FC             | 3     | 0    | –          | –                                          | –           |
| Verdediging       |                     |                  |      |       |                        |       |      |            |                                            |             |
|                   | Ernesto Chaparro    | 4 januari 1901   |      |       | CSD Colo-Colo          | 3     | 0    | –          | –                                          | –           |
|                   | Víctor Morales      | 10 mei 1905      |      |       | CSD Colo-Colo          | 3     | 0    | –          | –                                          | –           |
|                   | Jorge Linford       |                  |      |       | CSD Colo-Colo          | 2     | 0    | –          | –                                          | –           |
|                   | Guillermo Riveros   | 10 februari 1902 |      |       | La Cruz Valparaiso     | 2     | 0    | –          | –                                          | –           |
| Middenveld        |                     |                  |      |       |                        |       |      |            |                                            |             |
|                   | Humberto Contreras  |                  |      |       | Unión Española         | 1     | 0    | –          | –                                          | –           |
|                   | Germán Reyes        |                  |      |       | CSD Colo-Colo          | 0     | 0    | –          | –                                          | –           |
|                   | Guillermo Saavedra  | 5 november 1903  |      |       | CSD Colo-Colo          | 1     | 1    | –          | –                                          | –           |
|                   | Arturo Torres       | 20 oktober 1906  |      |       | CSD Colo-Colo          | 3     | 0    | –          | –                                          | –           |
| Aanval            |                     |                  |      |       |                        |       |      |            |                                            |             |
|                   | Óscar Alfaro        |                  |      |       | San Luis Quillota      | 3     | 1    | –          | –                                          | –           |
|                   | Manuel Bravo        | 17 februari 1897 |      |       | Santiago Wanderers     | 2     | 1    | –          | –                                          | –           |
|                   | Alejandro Carbonell |                  |      |       | CD Ferroviarios        | 3     | 1    | –          | –                                          | –           |
|                   | José del Arias      |                  |      |       | CD Naval de Talcahuano | 2     | 0    | –          | –                                          | –           |
|                   | José Miguel Olguin  |                  |      |       | CSD Colo-Colo          | 1     | 0    | –          | –                                          | –           |
|                   | Carlos Schneeberger | 21 juni 1902     |      |       | CSD Colo-Colo          | 1     | 0    | –          | –                                          | –           |
|                   | Guillermo Subiabre  | 25 februari 1903 |      |       | CSD Colo-Colo          | 3     | 3    | –          | –                                          | –           |
| Bondscoach        |                     |                  |      |       |                        |       |      |            |                                            |             |
| Vlag van Engeland | Frank Powell        |                  |      |       |                        |       |      |            |                                            |             |

## WK voetbal 1930
| №                  | Naam                | Geboortedatum     | Caps | Goals | Club               | Duels | Goal | Kreeg geel | Kreeg voor de tweede keer geel en dus rood | Weggestuurd |
| Doel               | Doel                | Doel              | Doel | Doel  | Doel               | Doel  | Doel | Doel       | Doel                                       | Doel        |
| ------------------ | ------------------- | ----------------- | ---- | ----- | ------------------ | ----- | ---- | ---------- | ------------------------------------------ | ----------- |
|                    | Roberto Cortés      | 2 februari 1905   |      |       | CSD Colo-Colo      | 3     | 0    | –          | –                                          | –           |
|                    | César Espinoza      | 28 september 1900 |      |       | Santiago Wanderers | 0     | 0    | –          | –                                          | –           |
| Verdediging        |                     |                   |      |       |                    |       |      |            |                                            |             |
|                    | Ernesto Chaparro    | 4 januari 1901    |      |       | CSD Colo-Colo      | 2     | 0    | –          | –                                          | –           |
|                    | Víctor Morales      | 10 mei 1905       |      |       | CSD Colo-Colo      | 2     | 0    | –          | –                                          | –           |
|                    | Ulises Poirier      | 2 februari 1897   |      |       | La Cruz Valparaiso | 1     | 0    | –          | –                                          | –           |
|                    | Guillermo Riveros   | 10 februari 1902  |      |       | La Cruz Valparaiso | 1     | 0    | –          | –                                          | –           |
| Middenveld         |                     |                   |      |       |                    |       |      |            |                                            |             |
|                    | Arturo Coddou       |                   |      |       | Fernández Vial     | 0     | 0    | –          | –                                          | –           |
|                    | Humberto Elgueta    |                   |      |       | Santiago Wanderers | 1     | 0    | –          | –                                          | –           |
|                    | Horacio Muñoz       |                   |      |       | Fernández Vial     | 0     | 0    | –          | –                                          | –           |
|                    | Guillermo Saavedra  | 5 november 1903   |      |       | CSD Colo-Colo      | 3     | 0    | –          | –                                          | –           |
|                    | Arturo Torres       | 20 oktober 1906   |      |       | CSD Colo-Colo      | 3     | 0    | –          | –                                          | –           |
|                    | Casimiro Torres     | 1906              |      |       | CD Everton         | 2     | 0    | –          | –                                          | –           |
| Aanval             |                     |                   |      |       |                    |       |      |            |                                            |             |
|                    | Juan Aguilera       |                   |      |       | Audax Italiano     | 1     | 0    | –          | –                                          | –           |
|                    | Guillermo Arellano  | 21 augustus 1908  |      |       | CSD Colo-Colo      | 1     | 0    | –          | –                                          | –           |
|                    | Tomás Ojeda         | 20 april 1910     |      |       | CD Antofagasta     | 2     | 0    | –          | –                                          | –           |
|                    | Carlos Schneeberger | 21 juni 1902      |      |       | CSD Colo-Colo      | 2     | 0    | –          | –                                          | –           |
|                    | Guillermo Subiabre  | 25 februari 1903  |      |       | CSD Colo-Colo      | 3     | 4    | –          | –                                          | –           |
|                    | Carlos Vidal        | 24 februari 1902  |      |       | Italiano Schwager  | 3     | 1    | –          | –                                          | –           |
|                    | Eberardo Villalobos | 1 april 1908      |      |       | Rangers Osorno     | 3     | 0    | –          | –                                          | –           |
| Bondscoach         |                     |                   |      |       |                    |       |      |            |                                            |             |
| Vlag van Hongarije | György Orth         | 30 april 1901     |      |       |                    |       |      |            |                                            |             |

## Olympische Spelen 1952
| №              | Naam                | Geboortedatum    | Caps | Goals | Club                 | Duels | Goal | Kreeg geel | Kreeg voor de tweede keer geel en dus rood | Weggestuurd |
| Doel           | Doel                | Doel             | Doel | Doel  | Doel                 | Doel  | Doel | Doel       | Doel                                       | Doel        |
| -------------- | ------------------- | ---------------- | ---- | ----- | -------------------- | ----- | ---- | ---------- | ------------------------------------------ | ----------- |
| 1              | Manuel Roa          | 2 april 1929     |      |       | Deportes Naval       | 1     | -    | –          | –                                          | –           |
| ??             | Sergio Litvak       |                  |      |       | Universidad Católica | -     | -    | –          | –                                          | –           |
| Verdediging    |                     |                  |      |       |                      |       |      |            |                                            |             |
| 2              | Luis Ernesto Leal   | 21 juli 1929     |      |       | Deportes Naval       | 1     | -    | –          | –                                          | –           |
| 13             | Domingo Massaro     | 28 augustus 1927 |      |       | Municipal Iquique    | 1     | -    | –          | –                                          | –           |
| ??             | José Bravo          |                  |      |       | Deportes Naval       | -     | -    | –          | –                                          | –           |
| ??             | Amadeo Silva        |                  |      |       | Deportes Naval       | -     | -    | –          | –                                          | –           |
| Middenveld     |                     |                  |      |       |                      |       |      |            |                                            |             |
| 3              | José Garcia Quesada | 7 april 1931     |      |       | Deportes Naval       | 1     | -    | –          | –                                          | –           |
| 9              | Justo Albornoz      | 29 januari 1926  |      |       | Deportes Naval       | 1     | -    | –          | –                                          | –           |
| 11             | Irenio Jara         | 13 december 1929 |      |       | Minas Lota           | 1     | 2    | –          | –                                          | –           |
| ??             | Ernesto Saavedra    |                  |      |       | Deportes Naval       | -     | -    | –          | –                                          | –           |
| ??             | Osvaldo Vera        |                  |      |       | Deportes Naval       | -     | -    | –          | –                                          | –           |
| Aanval         |                     |                  |      |       |                      |       |      |            |                                            |             |
| 6              | Domingo Pillado     | 25 januari 1928  |      |       | Deportes Naval       | 1     | -    | –          | –                                          | –           |
| 8              | Rubén González      | 5 december 1927  |      |       | Deportes Naval       | 1     | -    | –          | –                                          | –           |
| 14             | Fernando Jara       | 9 augustus 1930  |      |       | Universidad Católica | 1     | -    | –          | –                                          | –           |
| 15             | Jaime Vásquez       | 22 augustus 1929 |      |       | Universidad Católica | 1     | -    | –          | –                                          | –           |
| 16             | Julio Vial          | 1 juli 1933      |      |       | Colo-Colo            | 1     | 2    | –          | –                                          | –           |
| ??             | Arturo Nourdin      |                  |      |       | Deportes Naval       | -     | -    | –          | –                                          | –           |
| Bondscoach     |                     |                  |      |       |                      |       |      |            |                                            |             |
| Vlag van Chili | Luis Tirado         |                  |      |       |                      |       |      |            |                                            |             |

## WK voetbal 1962
| №              | Naam              | Geboortedatum    | Caps | Goals | Club                    | Duels | Goal | Kreeg geel | Kreeg voor de tweede keer geel en dus rood | Weggestuurd |
| Doel           | Doel              | Doel             | Doel | Doel  | Doel                    | Doel  | Doel | Doel       | Doel                                       | Doel        |
| -------------- | ----------------- | ---------------- | ---- | ----- | ----------------------- | ----- | ---- | ---------- | ------------------------------------------ | ----------- |
| 1              | Misael Escuti     | 20 december 1926 |      |       | CSD Colo-Colo           | 5     | 0    | 0          | 0                                          | 0           |
| 12             | Adán Godoy        | 26 november 1936 |      |       | Universidad de Chile    | 1     | 0    | 0          | 0                                          | 0           |
| 22             | Manuel Astorga    | 15 mei 1937      |      |       | Universidad de Chile    | 0     | 0    | 0          | 0                                          | 0           |
| Verdediging    |                   |                  |      |       |                         |       |      |            |                                            |             |
| 2              | Luis Eyzaguirre   | 22 juli 1941     |      |       | Universidad de Chile    | 6     | 0    | 0          | 0                                          | 0           |
| 3              | Raúl Sánchez      | 26 oktober 1933  |      |       | Santiago Wanderers      | 6     | 0    | 0          | 0                                          | 0           |
| 4              | Sergio Navarro    | 20 november 1936 |      |       | Universidad de Chile    | 4     | 0    | 0          | 0                                          | 0           |
| 5              | Carlos Contreras  | 2 oktober 1938   |      |       | Universidad de Chile    | 5     | 0    | 0          | 0                                          | 0           |
| 13             | Sergio Valdés     | 11 april 1933    |      |       | CD Universidad Católica | 0     | 0    | 0          | 0                                          | 0           |
| 14             | Hugo Lepe         | 1934             |      |       | Santiago Morning        | 0     | 0    | 0          | 0                                          | 0           |
| 15             | Manuel Rodríguez  | 18 januari 1938  |      |       | Unión Española          | 2     | 0    | 0          | 0                                          | 0           |
| 16             | Humberto Cruz     | 8 december 1939  |      |       | Universidad de Chile    | 1     | 0    | 0          | 0                                          | 0           |
| Middenveld     |                   |                  |      |       |                         |       |      |            |                                            |             |
| 6              | Eladio Rojas      | 8 november 1934  |      |       | CD Everton              | 6     | 2    | 0          | 0                                          | 0           |
| 8              | Jorge Toro        | 10 januari 1939  |      |       | CSD Colo-Colo           | 6     | 2    | 0          | 0                                          | 0           |
| 10             | Alberto Fouilloux | 22 november 1940 |      |       | CD Universidad Católica | 2     | 0    | 0          | 0                                          | 0           |
| 17             | Mario Ortíz       | 22 juni 1929     |      |       | CSD Colo-Colo           | 0     | 0    | 0          | 0                                          | 0           |
| Aanval         |                   |                  |      |       |                         |       |      |            |                                            |             |
| 7              | Jaime Ramírez     | 14 augustus 1931 |      |       | Universidad de Chile    | 6     | 2    | 0          | 0                                          | 0           |
| 9              | Honorino Landa    | 1 juni 1942      |      |       | Unión Española          | 5     | 0    | 0          | 0                                          | 1           |
| 11             | Leonel Sánchez    | 25 april 1936    |      |       | Universidad de Chile    | 6     | 4    | 0          | 0                                          | 0           |
| 18             | Mario Moreno      | 31 december 1935 |      |       | CSD Colo-Colo           | 1     | 0    | 0          | 0                                          | 0           |
| 19             | Braulio Musso     | 8 maart 1930     |      |       | Universidad de Chile    | 0     | 0    | 0          | 0                                          | 0           |
| 20             | Carlos Campos     | 14 februari 1937 |      |       | Universidad de Chile    | 1     | 0    | 0          | 0                                          | 0           |
| 21             | Armando Tobar     | 7 juni 1938      |      |       | CD Universidad Católica | 3     | 0    | 0          | 0                                          | 0           |
| Bondscoach     |                   |                  |      |       |                         |       |      |            |                                            |             |
| Vlag van Chili | Fernando Riera    | 27 juni 1920     |      |       |                         |       |      |            |                                            |             |

## WK voetbal 1966
| №              | Naam              | Geboortedatum     | Caps | Goals | Club                     | Duels | Goal | Kreeg geel | Kreeg voor de tweede keer geel en dus rood | Weggestuurd |
| Doel           | Doel              | Doel              | Doel | Doel  | Doel                     | Doel  | Doel | Doel       | Doel                                       | Doel        |
| -------------- | ----------------- | ----------------- | ---- | ----- | ------------------------ | ----- | ---- | ---------- | ------------------------------------------ | ----------- |
| 9              | Adán Godoy        | 26 november 1936  |      |       | CD Universidad Católica  | 0     | 0    | 0          | 0                                          | 0           |
| 13             | Juan Olivares     | 20 februari 1941  |      |       | Santiago Wanderers       | 3     | 0    | 0          | 0                                          | 0           |
| Verdediging    |                   |                   |      |       |                          |       |      |            |                                            |             |
| 2              | Hugo Berly        | 31 december 1941  |      |       | Audax Italiano           | 0     | 0    | 0          | 0                                          | 0           |
| 4              | Humberto Cruz     | 8 december 1939   |      |       | CSD Colo-Colo            | 3     | 0    | 0          | 0                                          | 0           |
| 5              | Humberto Donoso   | 9 oktober 1938    |      |       | Universidad de Chile     | 0     | 0    | 0          | 0                                          | 0           |
| 6              | Luis Eyzaguirre   | 22 juli 1941      |      |       | Universidad de Chile     | 1     | 0    | 0          | 0                                          | 0           |
| 7              | Elias Figueroa    | 25 oktober 1946   |      |       | Santiago Wanderers       | 3     | 0    | 0          | 0                                          | 0           |
| 20             | Alberto Valentini | 25 november 1938  |      |       | CSD Colo-Colo            | 2     | 0    | 0          | 0                                          | 0           |
| 21             | Hugo Villanueva   | 9 april 1939      |      |       | Universidad de Chile     | 3     | 0    | 0          | 0                                          | 0           |
| Middenveld     |                   |                   |      |       |                          |       |      |            |                                            |             |
| 8              | Alberto Fouilloux | 22 november 1940  |      |       | CD Universidad Católica  | 2     | 0    | 0          | 0                                          | 0           |
| 10             | Roberto Hodge     | 30 juli 1944      |      |       | Universidad de Chile     | 0     | 0    | 0          | 0                                          | 0           |
| 12             | Rubén Marcos      | 6 december 1942   |      |       | Universidad de Chile     | 3     | 2    | 0          | 0                                          | 0           |
| 14             | Ignacio Prieto    | 23 september 1943 |      |       | CD Universidad Católica  | 3     | 0    | 0          | 0                                          | 0           |
| 19             | Francisco Valdés  | 19 maart 1943     |      |       | CSD Colo-Colo            | 0     | 0    | 0          | 0                                          | 0           |
| 22             | Guillermo Yávar   | 26 maart 1943     |      |       | Universidad de Chile     | 1     | 0    | 0          | 0                                          | 0           |
| Aanval         |                   |                   |      |       |                          |       |      |            |                                            |             |
| 1              | Pedro Araya       | 23 januari 1942   |      |       | Universidad de Chile     | 3     | 0    | 0          | 0                                          | 0           |
| 3              | Carlos Campos     | 14 februari 1937  |      |       | Universidad de Chile     | 0     | 0    | 0          | 0                                          | 0           |
| 11             | Honorino Landa    | 1 juni 1942       |      |       | Club Green Cross         | 2     | 0    | 0          | 0                                          | 0           |
| 15             | Jaime Ramírez     | 14 augustus 1931  |      |       | Universidad de Chile     | 0     | 0    | 0          | 0                                          | 0           |
| 16             | Orlando Ramírez   | 7 mei 1943        |      |       | Club Deportivo Palestino | 0     | 0    | 0          | 0                                          | 0           |
| 17             | Leonel Sánchez    | 25 april 1936     |      |       | Universidad de Chile     | 3     | 0    | 0          | 0                                          | 0           |
| 18             | Armando Tobar     | 7 juni 1938       |      |       | CD Universidad Católica  | 1     | 0    | 0          | 0                                          | 0           |
| Bondscoach     |                   |                   |      |       |                          |       |      |            |                                            |             |
| Vlag van Chili | Luis Álamos       | 25 december 1923  |      |       |                          |       |      |            |                                            |             |

## WK voetbal 1982
| №              | Naam                 | Geboortedatum     | Caps | Goals | Club                    | Duels | Goal | Kreeg geel | Kreeg voor de tweede keer geel en dus rood | Weggestuurd |
| Doel           | Doel                 | Doel              | Doel | Doel  | Doel                    | Doel  | Doel | Doel       | Doel                                       | Doel        |
| -------------- | -------------------- | ----------------- | ---- | ----- | ----------------------- | ----- | ---- | ---------- | ------------------------------------------ | ----------- |
| 1              | Óscar Wirth          | 5 november 1955   |      |       | CD Cobreloa             | 0     | 0    | 0          | 0                                          | 0           |
| 12             | Marco Cornez         | 15 oktober 1957   |      |       | CD Palestino            | 0     | 0    | 0          | 0                                          | 0           |
| 22             | Mario Osbén          | 14 juli 1955      |      |       | CSD Colo-Colo           | 3     | 0    | 0          | 0                                          | 0           |
| Verdediging    |                      |                   |      |       |                         |       |      |            |                                            |             |
| 2              | Lizardo Garrido      | 25 augustus 1957  |      |       | CSD Colo-Colo           | 3     | 0    | 1          | 0                                          | 0           |
| 3              | René Valenzuela      | 20 april 1955     |      |       | CSD Colo-Colo           | 3     | 0    | 0          | 0                                          | 0           |
| 4              | Vladimir Bigorra     | 9 augustus 1954   |      |       | CD Universidad Católica | 3     | 0    | 0          | 0                                          | 0           |
| 5              | Elías Figueroa       | 25 oktober 1946   |      |       | CSD Colo-Colo           | 3     | 0    | 0          | 0                                          | 0           |
| 10             | Mario Soto           | 10 juli 1950      |      |       | CD Cobreloa             | 2     | 0    | 0          | 0                                          | 0           |
| 17             | Óscar Rojas          | 15 november 1958  |      |       | CSD Colo-Colo           | 0     | 0    | 0          | 0                                          | 0           |
| 18             | Mario Galindo        | 10 augustus 1951  |      |       | CSD Colo-Colo           | 0     | 0    | 0          | 0                                          | 0           |
| 19             | Enzo Escobar         | 10 november 1951  |      |       | CD Cobreloa             | 0     | 0    | 0          | 0                                          | 0           |
| Middenveld     |                      |                   |      |       |                         |       |      |            |                                            |             |
| 6              | Rodolfo Dubó         | 11 september 1953 |      |       | CD Palestino            | 3     | 0    | 1          | 0                                          | 0           |
| 7              | Eduardo Bonvallet    | 13 januari 1955   |      |       | CD Universidad Católica | 3     | 0    | 0          | 0                                          | 0           |
| 8              | Carlos Rivas         | 24 mei 1953       |      |       | CSD Colo-Colo           | 0     | 0    | 0          | 0                                          | 0           |
| 11             | Gustavo Moscoso      | 10 augustus 1955  |      |       | CD Universidad Católica | 3     | 1    | 0          | 0                                          | 0           |
| 14             | Elías Ormeňo         | 21 juni 1958      |      |       | CSD Colo-Colo           | 0     | 0    | 0          | 0                                          | 0           |
| 16             | Manuel Rojas         | 13 juni 1954      |      |       | CD Universidad Católica | 1     | 0    | 0          | 0                                          | 0           |
| 20             | Miguel Ángel Neira   | 9 oktober 1952    |      |       | CD Universidad Católica | 3     | 1    | 0          | 0                                          | 0           |
| Aanval         |                      |                   |      |       |                         |       |      |            |                                            |             |
| 9              | Juan Carlos Letelier | 20 mei 1959       |      |       | CD Cobreloa             | 2     | 1    | 1          | 0                                          | 0           |
| 13             | Carlos Caszely       | 05 juli 1950      |      |       | CSD Colo-Colo           | 2     | 0    | 0          | 0                                          | 0           |
| 15             | Patricio Yáñez       | 20 januari 1961   |      |       | San Luis Quillota       | 3     | 0    | 0          | 0                                          | 0           |
| 21             | Miguel Ángel Gamboa  | 21 juni 1951      |      |       | Universidad de Chile    | 2     | 0    | 1          | 0                                          | 0           |
| Bondscoach     |                      |                   |      |       |                         |       |      |            |                                            |             |
| Vlag van Chili | Luis Santibáñez      | 07 februari 1936  |      |       |                         |       |      |            |                                            |             |

## Olympische Spelen 1984
| №              | Naam             | Geboortedatum     | Caps | Goals | Club                    | Duels | Goal | Kreeg geel | Kreeg voor de tweede keer geel en dus rood | Weggestuurd |
| Doel           | Doel             | Doel              | Doel | Doel  | Doel                    | Doel  | Doel | Doel       | Doel                                       | Doel        |
| -------------- | ---------------- | ----------------- | ---- | ----- | ----------------------- | ----- | ---- | ---------- | ------------------------------------------ | ----------- |
| 1              | Eduardo Fournier | 2 januari 1956    |      |       | Cobreloa                | 4     | 0    | 0          | 0                                          | 0           |
| 12             | Patricio Toledo  | 14 juli 1962      |      |       | CD Universidad Católica | 0     | 0    | 0          | 0                                          | 0           |
| Verdediging    |                  |                   |      |       |                         |       |      |            |                                            |             |
| 2              | Daniel Ahumada   | 02 februari 1960  |      |       | CD Huachipato           | 4     | 0    | 0          | 0                                          | 0           |
| 3              | Luis Mosquera    | 03 oktober 1959   |      |       | Universidad de Chile    | 4     | 0    | 0          | 0                                          | 0           |
| 4              | Alex Martínez    | 26 oktober 1959   |      |       | CD Universidad Católica | 4     | 0    | 1          | 0                                          | 0           |
| 5              | Leonel Contreras | 30 augustus 1961  |      |       | CD Everton              | 4     | 0    | 1          | 0                                          | 0           |
| 6              | Alejandro Hisis  | 16 februari 1962  |      |       | CSD Colo-Colo           | 4     | 0    | 1          | 0                                          | 0           |
| 14             | Sergio Pacheco   | 30 juli 1959      |      |       |                         | 0     | 0    | 0          | 0                                          | 0           |
| Middenveld     |                  |                   |      |       |                         |       |      |            |                                            |             |
| 8              | Jaime Vera       | 25 maart 1963     |      |       | CSD Colo-Colo           | 2     | 0    | 0          | 0                                          | 0           |
| 10             | Sergio Marchant  | 17 september 1961 |      |       |                         | 3     | 0    | 0          | 0                                          | 0           |
| 11             | Juvenal Olmos    | 5 oktober 1962    |      |       | CD Universidad Católica | 4     | 0    | 0          | 0                                          | 0           |
| 13             | Luis Pérez       | 17 april 1965     |      |       | Club Magallanes         | 0     | 0    | 0          | 0                                          | 0           |
| 15             | Carlos Ramos     | 29 april 1958     |      |       | Universidad de Chile    | 4     | 0    | 1          | 0                                          | 0           |
| Aanval         |                  |                   |      |       |                         |       |      |            |                                            |             |
| 7              | Alfredo Núñez    | 16 februari 1960  |      |       | CD Palestino            | 2     | 0    | 0          | 0                                          | 0           |
| 9              | Fernando Santis  | 10 januari 1958   |      |       | UD Las Palmas           | 4     | 1    | 0          | 0                                          | 0           |
| 16             | Jaime Baeza      | 28 februari 1962  |      |       |                         | 4     | 1    | 1          | 0                                          | 0           |
| 17             | Marco Figueroa   | 21 februari 1962  |      |       | Unión La Calera         | 4     | 0    | 1          | 0                                          | 0           |
| Bondscoach     |                  |                   |      |       |                         |       |      |            |                                            |             |
| Vlag van Chili | Pedro Morales    | ??/??/19??        |      |       |                         |       |      |            |                                            |             |

## Copa América 1989
| №              | Naam                 | Geboortedatum    | Caps | Goals | Club                    | Duels | Goal | Kreeg geel | Kreeg voor de tweede keer geel en dus rood | Weggestuurd |
| Doel           | Doel                 | Doel             | Doel | Doel  | Doel                    | Doel  | Doel | Doel       | Doel                                       | Doel        |
| -------------- | -------------------- | ---------------- | ---- | ----- | ----------------------- | ----- | ---- | ---------- | ------------------------------------------ | ----------- |
| 1              | Roberto Rojas        | 8 augustus 1957  |      |       | São Paulo               | 3     | 0    | 0          | 0                                          | 0           |
| 12             | Marco Cornez         | 15 oktober 1957  |      |       | CD Universidad Católica | 2     | 0    | 0          | 0                                          | 0           |
| 20             | Óscar Wirth          | 5 november 1955  |      |       | Independiente Medellín  | 0     | 0    | 0          | 0                                          | 0           |
| Verdediging    |                      |                  |      |       |                         |       |      |            |                                            |             |
| 2              | Patricio Reyes       | 16 december 1957 |      |       | Universidad de Chile    | 4     | 1    | 0          | 0                                          | 0           |
| 4              | Leonel Contreras     | 30 augustus 1961 |      |       | CD La Serena            | 2     | 0    | 1          | 0                                          | 0           |
| 5              | Hugo González        | 11 maart 1963    |      |       | CSD Colo-Colo           | 4     | 0    | 1          | 0                                          | 0           |
| 11             | Fernando Astengo     | 8 januari 1960   |      |       | Grêmio                  | 2     | 1    | 0          | 0                                          | 0           |
| 14             | Jorge Carrasco       | 3 november 1961  |      |       | CD Huachipato           | 0     | 0    | 0          | 0                                          | 0           |
| 18             | Alejandro Hisis      | 16 februari 1962 |      |       | OFI Kreta               | 4     | 0    | 1          | 0                                          | 0           |
| Middenveld     |                      |                  |      |       |                         |       |      |            |                                            |             |
| 6              | Jaime Pizarro        | 2 maart 1964     |      |       | CSD Colo-Colo           | 4     | 1    | 0          | 0                                          | 0           |
| 7              | Héctor Puebla        | 10 juli 1955     |      |       | CD Cobreloa             | 4     | 0    | 0          | 0                                          | 0           |
| 8              | Raul Ormeño          | 21 juni 1958     |      |       | CSD Colo-Colo           | 1     | 0    | 0          | 0                                          | 0           |
| 10             | Juan Covarrubias     | 15 januari 1961  |      |       | CD Cobreloa             | 4     | 0    | 1          | 0                                          | 0           |
| 13             | Jaime Vera           | 25 maart 1963    |      |       | OFI Kreta               | 4     | 0    | 0          | 0                                          | 0           |
| 15             | Juvenal Olmos        | 5 oktober 1962   |      |       | CD Universidad Católica | 4     | 2    | 1          | 0                                          | 0           |
| 17             | Jaime Ramírez        | 3 maart 1967     |      |       | FC Sion                 | 2     | 1    | 0          | 0                                          | 0           |
| Aanval         |                      |                  |      |       |                         |       |      |            |                                            |             |
| 3              | Patricio Yáñez       | 20 januari 1961  |      |       | Real Betis              | 0     | 0    | 0          | 0                                          | 0           |
| 9              | Juan Carlos Letelier | 20 mei 1959      |      |       | CD La Serena            | 3     | 1    | 0          | 0                                          | 1           |
| 16             | Osvaldo Hurtado      | 2 november 1957  |      |       | Sporting Charleroi      | 4     | 0    | 0          | 0                                          | 0           |
| 19             | Lukas Tudor          | 21 februari 1969 |      |       | CD Universidad Católica | 0     | 0    | 0          | 0                                          | 0           |
| Bondscoach     |                      |                  |      |       |                         |       |      |            |                                            |             |
| Vlag van Chili | Orlando Aravena      | 21 oktober 1942  |      |       |                         |       |      |            |                                            |             |

## Copa América 1991
- Informatie over gele kaarten ontbreekt

| №              | Naam             | Geboortedatum    | Caps | Goals | Club                     | Duels | Goal | Kreeg geel | Kreeg voor de tweede keer geel en dus rood | Weggestuurd |
| Doel           | Doel             | Doel             | Doel | Doel  | Doel                     | Doel  | Doel | Doel       | Doel                                       | Doel        |
| -------------- | ---------------- | ---------------- | ---- | ----- | ------------------------ | ----- | ---- | ---------- | ------------------------------------------ | ----------- |
| 1              | Patricio Toledo  | 14 juli 1962     | 5    | 0     | CD Universidad Católica  | 7     | 0    | 0          | 0                                          | 0           |
| 12             | Marco Cornez     | 15 oktober 1957  |      |       | Antofagasta              | 0     | 0    | 0          | 0                                          | 0           |
| Verdediging    |                  |                  |      |       |                          |       |      |            |                                            |             |
| 3              | Lizardo Garrido  | 25 augustus 1957 |      |       | Colo-Colo                | 7     | 0    | 0          | 0                                          | 0           |
| 4              | Javier Margas    | 10 mei 1969      |      |       | Colo-Colo                | 6     | 0    | 0          | 0                                          | 0           |
| 5              | Eduardo Vilches  | 21 april 1963    |      |       | Colo-Colo                | 7     | 0    | 0          | 0                                          | 0           |
| 6              | Miguel Ramírez   | 11 juni 1970     |      |       | Colo-Colo                | 6     | 0    | 0          | 0                                          | 0           |
| 13             | Ronald Fuentes   | 22 juni 1969     |      |       | CD Cobresal              | 0     | 0    | 0          | 0                                          | 0           |
| 14             | Andrés Romero    | 11 mei 1967      |      |       | CD Universidad Católica  | 0     | 0    | 0          | 0                                          | 0           |
| 15             | Gabriel Mendoza  | 22 mei 1968      | 1    | 0     | Colo-Colo                | 6     | 0    | 0          | 0                                          | 0           |
| Middenveld     |                  |                  |      |       |                          |       |      |            |                                            |             |
| 2              | Rubén Espinoza   | 1 juni 1961      |      |       | Colo-Colo                | 2     | 0    | 0          | 0                                          | 1           |
| 8              | Jorge Contreras  | 3 juli 1960      |      |       | CD Universidad Católica  | 6     | 1    | 0          | 0                                          | 0           |
| 10             | Jaime Pizarro    | 2 maart 1964     |      |       | Colo-Colo                | 7     | 0    | 0          | 0                                          | 0           |
| 16             | Rodrigo Gómez    | 25 januari 1968  |      |       | Club Deportivo Palestino | 1     | 0    | 0          | 0                                          | 0           |
| 17             | Nelson Parraguez | 05 april 1971    |      |       | CD Universidad Católica  | 3     | 0    | 0          | 0                                          | 0           |
| 18             | Jaime Vera       | 25 maart 1963    |      |       | OFI Kreta                | 4     | 1    | 0          | 0                                          | 0           |
| 20             | Fabián Estay     | 5 oktober 1968   |      |       | CD Universidad Católica  | 6     | 1    | 0          | 0                                          | 0           |
| 22             | Marcelo Vega     | 12 augustus 1971 |      |       | Unión Española           | 0     | 0    | 0          | 0                                          | 0           |
| Aanval         |                  |                  |      |       |                          |       |      |            |                                            |             |
| 7              | Patricio Yáñez   | 20 januari 1961  |      |       | Colo-Colo                | 5     | 0    | 0          | 0                                          | 1           |
| 9              | Iván Zamorano    | 18 januari 1967  |      |       | Sevilla FC               | 7     | 5    | 0          | 0                                          | 0           |
| 11             | Hugo Rubio       | 5 juli 1960      | 29   | 9     | FC St. Gallen            | 7     | 3    | 0          | 0                                          | 0           |
| 19             | Ivo Basay        | 13 april 1966    |      |       | Necaxa                   | 3     | 0    | 0          | 0                                          | 0           |
| 21             | Aníbal González  | 13 maart 1963    |      |       | Unión Española           | 0     | 0    | 0          | 0                                          | 0           |
| Bondscoach     |                  |                  |      |       |                          |       |      |            |                                            |             |
| Vlag van Chili | Arturo Salah     | 4 december 1949  |      |       |                          |       |      |            |                                            |             |

## Copa América 1993
- Resultaat: Voorronde

data caps en goals corresponderend met situatie voorafgaand aan toernooi; informatie over gele kaarten ontbreekt
| №              | Naam             | Geboortedatum    | Caps | Goals | Club                    | Duels | Goal | Kreeg geel | Kreeg voor de tweede keer geel en dus rood | Weggestuurd |
| Doel           | Doel             | Doel             | Doel | Doel  | Doel                    | Doel  | Doel | Doel       | Doel                                       | Doel        |
| -------------- | ---------------- | ---------------- | ---- | ----- | ----------------------- | ----- | ---- | ---------- | ------------------------------------------ | ----------- |
| 1              | Patricio Toledo  | 14 juli 1962     | 15   | 0     | CD Universidad Católica | 3     | 0    | 0          | 0                                          | 0           |
| 12             | Marcelo Ramírez  | 29 mei 1965      | 2    | 0     | Colo-Colo               | 0     | 0    | 0          | 0                                          | 0           |
| Verdediging    |                  |                  |      |       |                         |       |      |            |                                            |             |
| 2              | Gabriel Mendoza  | 22 mei 1968      | 11   | 0     | Colo-Colo               | 3     | 0    | 0          | 0                                          | 0           |
| 3              | Eduardo Vilches  | 21 april 1963    | 17   | 0     | Colo-Colo               | 3     | 0    | 0          | 0                                          | 0           |
| 4              | Javier Margas    | 10 mei 1969      | 14   | 0     | Colo-Colo               | 2     | 0    | 0          | 0                                          | 1           |
| 5              | Miguel Ramírez   | 11 juni 1970     | 14   | 0     | Colo-Colo               | 3     | 0    | 0          | 0                                          | 0           |
| 13             | Fernando Cornejo | 28 november 1969 | 3    | 0     | Cobreloa                | 0     | 0    | 0          | 0                                          | 0           |
| 14             | Daniel López     | 3 juni 1969      | 0    | 0     | CD Universidad Católica | 0     | 0    | 0          | 0                                          | 0           |
| Middenveld     |                  |                  |      |       |                         |       |      |            |                                            |             |
| 6              | Jaime Pizarro    | 2 maart 1964     | 50   | 2     | Colo-Colo               | 3     | 0    | 0          | 0                                          | 0           |
| 7              | Richard Zambrano | 20 mei 1967      | 6    | 0     | Universidad de Chile    | 2     | 2    | 0          | 0                                          | 0           |
| 8              | Mario Lepe       | 25 maart 1963    | 15   | 0     | CD Universidad Católica | 3     | 0    | 0          | 0                                          | 0           |
| 10             | Fabián Estay     | 5 oktober 1968   | 19   | 3     | CD Universidad Católica | 3     | 0    | 0          | 0                                          | 0           |
| 11             | Marcelo Vega     | 12 augustus 1971 | 6    | 1     | Unión Española          | 2     | 0    | 0          | 0                                          | 0           |
| 15             | Luis Musrri      | 24 december 1969 | 5    | 0     | Universidad de Chile    | 0     | 0    | 0          | 0                                          | 0           |
| 16             | Nelson Parraguez | 05 april 1971    | 6    | 0     | CD Universidad Católica | 1     | 0    | 0          | 0                                          | 0           |
| 17             | Fabián Guevara   | 22 juni 1968     | 7    | 1     | Universidad de Chile    | 1     | 0    | 0          | 0                                          | 0           |
| 20             | José Luis Sierra | 5 december 1968  | 5    | 2     | Unión Española          | 3     | 1    | 0          | 0                                          | 0           |
| Aanval         |                  |                  |      |       |                         |       |      |            |                                            |             |
| 9              | Iván Zamorano    | 18 januari 1967  | 21   | 8     | Real Madrid             | 1     | 0    | 0          | 0                                          | 0           |
| 18             | Ricardo González | 31 augustus 1965 | 0    | 0     | Unión Española          | 0     | 0    | 0          | 0                                          | 0           |
| 19             | Marco Figueroa   | 21 februari 1962 | 5    | 1     | Cobreloa                | 2     | 0    | 0          | 0                                          | 0           |
| 21             | Juan Castillo    | 29 oktober 1970  | 3    | 1     | Unión Española          | 1     | 0    | 0          | 0                                          | 0           |
| 22             | Rodrigo Barrera  | 30 maart 1970    | 2    | 1     | CD Universidad Católica | 3     | 0    | 0          | 0                                          | 0           |
| Bondscoach     |                  |                  |      |       |                         |       |      |            |                                            |             |
| Vlag van Chili | Arturo Salah     | 4 december 1949  |      |       |                         |       |      |            |                                            |             |

## Copa América 1995
- Resultaat: Voorronde

data caps en goals corresponderend met situatie voorafgaand aan toernooi
| №               | Naam                | Geboortedatum     | Caps | Goals | Club                    | Duels | Goal | Kreeg geel | Kreeg voor de tweede keer geel en dus rood | Weggestuurd |
| Doel            | Doel                | Doel              | Doel | Doel  | Doel                    | Doel  | Doel | Doel       | Doel                                       | Doel        |
| --------------- | ------------------- | ----------------- | ---- | ----- | ----------------------- | ----- | ---- | ---------- | ------------------------------------------ | ----------- |
| 1               | Marcelo Ramírez     | 29 mei 1965       |      |       | Colo-Colo               | 3     | 0    | 0          | 0                                          | 0           |
| 12              | Marco Cornez        | 15 oktober 1958   |      |       | CD Everton              | 0     | 0    | 0          | 0                                          | 0           |
| Verdediging     |                     |                   |      |       |                         |       |      |            |                                            |             |
| 2               | Gabriel Mendoza     | 22 mei 1968       |      |       | Colo-Colo               | 3     | 0    | 1          | 0                                          | 0           |
| 3               | Eduardo Vilches     | 21 april 1963     |      |       | Necaxa                  | 3     | 0    | 0          | 0                                          | 0           |
| 4               | Javier Margas       | 10 mei 1969       |      |       | Colo-Colo               | 2     | 0    | 0          | 0                                          | 1           |
| 5               | Miguel Ramírez      | 11 juni 1970      |      |       | Colo-Colo               | 3     | 0    | 2          | 0                                          | 0           |
| 6               | Christian Castañeda | 18 september 1968 |      |       | Universidad de Chile    | 0     | 0    | 0          | 0                                          | 0           |
| 14              | Rodrigo Pérez       | 19 augustus 1973  |      |       | CD O'Higgins            | 2     | 0    | 0          | 0                                          | 0           |
| 16              | Ronald Fuentes      | 22 juni 1969      |      |       | Universidad de Chile    | 0     | 0    | 0          | 0                                          | 0           |
| Middenveld      |                     |                   |      |       |                         |       |      |            |                                            |             |
| 7               | Esteban Valencia    | 8 januari 1974    |      |       | Universidad de Chile    | 3     | 0    | 0          | 0                                          | 0           |
| 8               | Patricio Mardones   | 17 juli 1962      |      |       | Universidad de Chile    | 1     | 0    | 0          | 0                                          | 0           |
| 10              | José Luis Sierra    | 5 december 1968   | 13   | 3     | São Paulo               | 1     | 0    | 0          | 0                                          | 0           |
| 13              | Clarence Acuña      | 8 februari 1975   |      |       | CD O'Higgins            | 1     | 0    | 0          | 0                                          | 0           |
| 15              | Fabián Estay        | 5 oktober 1968    |      |       | Colo-Colo               | 2     | 0    | 0          | 0                                          | 0           |
| 17              | Nelson Parraguez    | 5 april 1971      |      |       | CD Universidad Católica | 3     | 0    | 2          | 0                                          | 0           |
| 18              | Pablo Galdames      | 26 juni 1974      |      |       | Unión Española          | 2     | 0    | 0          | 0                                          | 0           |
| 19              | Fabián Guevara      | 22 juni 1968      |      |       | CF Monterrey            | 1     | 0    | 1          | 0                                          | 0           |
| Aanval          |                     |                   |      |       |                         |       |      |            |                                            |             |
| 9               | Sebastián Rozental  | 01 september 1976 | 5    | 0     | CD Universidad Católica | 3     | 1    | 2          | 0                                          | 0           |
| 18              | Ivo Basay           | 13 april 1966     |      |       | Necaxa                  | 3     | 2    | 0          | 0                                          | 0           |
| 20              | Rodrigo Barrera     | 30 maart 1970     |      |       | CD Universidad Católica | 2     | 0    | 0          | 0                                          | 0           |
| 21              | Rodrigo Ruiz        | 10 mei 1972       |      |       | Puebla FC               | 1     | 0    | 0          | 0                                          | 0           |
| 22              | Marcelo Salas       | 24 december 1974  |      |       | Universidad de Chile    | 2     | 0    | 0          | 0                                          | 0           |
| Bondscoach      |                     |                   |      |       |                         |       |      |            |                                            |             |
| Vlag van Spanje | Xabier Azkargorta   | 29 september 1953 |      |       |                         |       |      |            |                                            |             |

## Copa América 1997
- Resultaat: Voorronde

data caps en goals corresponderend met situatie voorafgaand aan toernooi
| №              | Naam              | Geboortedatum     | Caps | Goals | Club                    | Duels | Goal | Kreeg geel | Kreeg voor de tweede keer geel en dus rood | Weggestuurd |
| Doel           | Doel              | Doel              | Doel | Doel  | Doel                    | Doel  | Doel | Doel       | Doel                                       | Doel        |
| -------------- | ----------------- | ----------------- | ---- | ----- | ----------------------- | ----- | ---- | ---------- | ------------------------------------------ | ----------- |
| 1              | Nelson Cossio     | 11 juni 1965      | 1    | 0     | Audax Italiano          | 3     | 0    | 0          | 0                                          | 0           |
| 12             | Carlos Tejas      | 4 oktober 1974    | 0    | 0     | CD Coquimbo             | 0     | 0    | 0          | 0                                          | 0           |
| Verdediging    |                   |                   |      |       |                         |       |      |            |                                            |             |
| 2              | Jorge Gómez       | 14 september 1968 | 0    | 0     | Deportes Temuco         | 3     | 0    | 1          | 0                                          | 0           |
| 3              | Dante Poli        | 15 augustus 1976  | 1    | 0     | CD Universidad Católica | 1     | 0    | 0          | 0                                          | 0           |
| 4              | Marcelo Miranda   | 29 januari 1967   | 13   | 0     | CD Cobreloa             | 1     | 0    | 0          | 0                                          | 0           |
| 5              | Javier Margas     | 10 mei 1969       | 39   | 3     | CD Universidad Católica | 0     | 0    | 0          | 0                                          | 0           |
| 6              | Nelson Parraguez  | 5 april 1971      | 23   | 0     | CD Universidad Católica | 2     | 0    | 1          | 0                                          | 0           |
| 14             | Miguel Ponce      | 19 augustus 1971  | 2    | 0     | Universidad de Chile    | 3     | 0    | 1          | 0                                          | 0           |
| 19             | Raúl Muñoz        | 25 mei 1975       | 1    | 0     | Colo-Colo               | 1     | 0    | 0          | 0                                          | 0           |
| 20             | Francisco Rojas   | 7 mei 1974        | 3    | 0     | Universidad de Chile    | 3     | 0    | 0          | 0                                          | 0           |
| 22             | Rafael Olarra     | 26 mei 1978       | 0    | 0     | Audax Italiano          | 0     | 0    | 0          | 0                                          | 0           |
| Middenveld     |                   |                   |      |       |                         |       |      |            |                                            |             |
| 8              | Fernando Cornejo  | 28 januari 1969   | 13   | 2     | CD Cobreloa             | 3     | 0    | 0          | 0                                          | 0           |
| 10             | Esteban Valencia  | 8 januari 1972    | 22   | 2     | Universidad de Chile    | 3     | 0    | 0          | 0                                          | 0           |
| 13             | Moisés Villarroel | 12 februari 1976  | 1    | 0     | Santiago Wanderers      | 2     | 0    | 0          | 0                                          | 0           |
| 15             | Clarence Acuña    | 8 februari 1975   | 11   | 0     | Universidad de Chile    | 3     | 0    | 1          | 0                                          | 0           |
| 17             | Mario Salas       | 11 oktober 1967   | 2    | 0     | Colo-Colo               | 2     | 0    | 1          | 0                                          | 0           |
| 18             | Jaime Riveros     | 27 november 1970  | 4    | 2     | CD Cobreloa             | 2     | 0    | 0          | 0                                          | 0           |
| 21             | Alejandro Osorio  | 24 september 1976 | 0    | 0     | CD Universidad Católica | 1     | 0    | 0          | 0                                          | 0           |
| Aanval         |                   |                   |      |       |                         |       |      |            |                                            |             |
| 7              | Claudio Núñez     | 16 oktober 1975   | 9    | 0     | Club Tigres             | 2     | 0    | 0          | 0                                          | 0           |
| 9              | Fernando Vergara  | 13 mei 1970       | 2    | 2     | Colo-Colo               | 3     | 1    | 0          | 0                                          | 0           |
| 11             | Juan Castillo     | 29 oktober 1970   | 4    | 1     | Deportes Temuco         | 1     | 0    | 0          | 0                                          | 0           |
| 16             | Pedro González    | 17 oktober 1967   | 12   | 2     | CD Cobreloa             | 2     | 0    | 0          | 0                                          | 0           |
| Bondscoach     |                   |                   |      |       |                         |       |      |            |                                            |             |
| Vlag van Chili | Nelson Acosta     | 12 juni 1944      |      |       |                         |       |      |            |                                            |             |

## WK voetbal 1998
- Resultaat: Achtste finale

data caps en goals corresponderend met situatie voorafgaand aan toernooi
| №              | Naam               | Geboortedatum     | Caps | Goals | Club                    | Duels | Goal | Kreeg geel | Kreeg voor de tweede keer geel en dus rood | Weggestuurd |
| Doel           | Doel               | Doel              | Doel | Doel  | Doel                    | Doel  | Doel | Doel       | Doel                                       | Doel        |
| -------------- | ------------------ | ----------------- | ---- | ----- | ----------------------- | ----- | ---- | ---------- | ------------------------------------------ | ----------- |
| 1              | Nelson Tapia       | 22 september 1966 | 33   | 0     | CD Universidad Católica | 4     | 0    | 1          | 0                                          | 0           |
| 12             | Marcelo Ramírez    | 29 mei 1965       | 19   | 0     | CSD Colo-Colo           | 0     | 0    | 0          | 0                                          | 0           |
| 22             | Carlos Tejas       | 4 oktober 1974    | 0    | 0     | Coquimbo                | 0     | 0    | 0          | 0                                          | 0           |
| Verdediging    |                    |                   |      |       |                         |       |      |            |                                            |             |
| 2              | Cristian Castañeda | 18 september 1968 | 23   | 1     | Universidad de Chile    | 1     | 0    | 0          | 0                                          | 0           |
| 3              | Ronald Fuentes     | 22 juni 1969      | 40   | 1     | Universidad de Chile    | 4     | 0    | 1          | 0                                          | 0           |
| 4              | Francisco Rojas    | 22 juli 1974      | 11   | 0     | CSD Colo-Colo           | 3     | 0    | 2          | 0                                          | 0           |
| 5              | Javier Margas      | 10 mei 1969       | 51   | 5     | CD Universidad Católica | 4     | 0    | 0          | 0                                          | 0           |
| 6              | Pedro Reyes        | 13 november 1972  | 24   | 3     | CSD Colo-Colo           | 4     | 0    | 0          | 0                                          | 0           |
| 14             | Miguel Ramirez     | 11 juni 1970      | 37   | 1     | CD Universidad Católica | 3     | 0    | 1          | 0                                          | 0           |
| 15             | Móises Villarroel  | 12 februari 1976  | 9    | 0     | Santiago Wanderers      | 3     | 0    | 2          | 0                                          | 0           |
| 16             | Mauricio Aros      | 9 maart 1976      | 5    | 0     | Universidad de Chile    | 1     | 0    | 0          | 0                                          | 0           |
| Middenveld     |                    |                   |      |       |                         |       |      |            |                                            |             |
| 7              | Nelson Parraguez   | 5 april 1971      | 35   | 0     | CD Universidad Católica | 3     | 0    | 2          | 0                                          | 0           |
| 8              | Clarence Acuña     | 8 februari 1975   | 27   | 1     | Universidad de Chile    | 4     | 0    | 1          | 0                                          | 0           |
| 10             | José Luis Sierra   | 5 december 1968   | 32   | 4     | CSD Colo-Colo           | 4     | 1    | 0          | 0                                          | 0           |
| 17             | Marcelo Vega       | 12 augustus 1971  | 29   | 1     | New York MetroStars     | 1     | 0    | 0          | 0                                          | 0           |
| 18             | Luis Musrri        | 24 december 1969  | 26   | 0     | Universidad de Chile    | 1     | 0    | 0          | 0                                          | 0           |
| 19             | Fernando Cornejo   | 28 januari 1969   | 26   | 2     | CD Universidad Católica | 3     | 0    | 0          | 0                                          | 0           |
| 20             | Fabián Estay       | 5 oktober 1968    | 48   | 4     | Toluca                  | 4     | 0    | 1          | 0                                          | 0           |
| Aanval         |                    |                   |      |       |                         |       |      |            |                                            |             |
| 9              | Iván Zamorano      | 18 januari 1967   | 42   | 29    | Inter Milaan            | 4     | 0    | 1          | 0                                          | 0           |
| 11             | Marcelo Salas      | 24 december 1974  | 38   | 26    | River Plate             | 4     | 4    | 1          | 0                                          | 0           |
| 13             | Manuel Neira       | 12 oktober 1977   | 4    | 1     | CSD Colo-Colo           | 0     | 0    | 0          | 0                                          | 0           |
| 21             | Rodrigo Barrera    | 30 maart 1970     | 22   | 5     | Universidad de Chile    | 0     | 0    | 0          | 0                                          | 0           |
| Bondscoach     |                    |                   |      |       |                         |       |      |            |                                            |             |
| Vlag van Chili | Nelson Acosta      | 12 juni 1944      |      |       |                         |       |      |            |                                            |             |

## Copa América 1999
- Resultaat: Troostfinale

data caps en goals corresponderend met situatie voorafgaand aan toernooi
| №              | Naam              | Geboortedatum     | Caps | Goals | Club                    | Duels | Goal | Kreeg geel | Kreeg voor de tweede keer geel en dus rood | Weggestuurd |
| Doel           | Doel              | Doel              | Doel | Doel  | Doel                    | Doel  | Doel | Doel       | Doel                                       | Doel        |
| -------------- | ----------------- | ----------------- | ---- | ----- | ----------------------- | ----- | ---- | ---------- | ------------------------------------------ | ----------- |
| 1              | Marcelo Ramírez   | 29 mei 1965       | 24   | 0     | CSD Colo-Colo           | 6     | 0    | 0          | 0                                          | 0           |
| 12             | Nelson Tapia      | 22 september 1966 | 40   | 0     | CD Universidad Católica | 0     | 0    | 0          | 0                                          | 0           |
| Verdediging    |                   |                   |      |       |                         |       |      |            |                                            |             |
| 2              | Raúl Palacios     | 30 oktober 1976   | 3    | 1     | Santiago Morning        | 6     | 1    | 1          | 0                                          | 0           |
| 3              | Miguel Ramírez    | 11 juni 1970      | 47   | 1     | CD Universidad Católica | 6     | 0    | 2          | 0                                          | 0           |
| 4              | Francisco Rojas   | 22 juli 1974      | 20   | 0     | Colo-Colo               | 2     | 0    | 0          | 0                                          | 0           |
| 5              | Javier Margas     | 10 mei 1969       | 57   | 5     | West Ham United         | 1     | 0    | 0          | 0                                          | 0           |
| 6              | Pedro Reyes       | 13 november 1972  | 29   | 2     | AJ Auxerre              | 5     | 2    | 1          | 0                                          | 0           |
| 13             | Jorge Vargas      | 8 februari 1976   | 3    | 0     | CD Universidad Católica | 5     | 0    | 0          | 0                                          | 1           |
| 21             | Pablo Contreras   | 11 september 1978 | 4    | 0     | Colo-Colo               | 2     | 0    | 1          | 0                                          | 0           |
| Middenveld     |                   |                   |      |       |                         |       |      |            |                                            |             |
| 7              | Nelson Parraguez  | 5 april 1971      | 41   | 0     | CD Universidad Católica | 3     | 0    | 0          | 0                                          | 0           |
| 8              | Clarence Acuña    | 8 februari 1975   | 38   | 2     | Universidad de Chile    | 5     | 0    | 2          | 0                                          | 0           |
| 10             | José Luis Sierra  | 5 december 1968   | 38   | 5     | Club Tigres             | 5     | 0    | 1          | 0                                          | 0           |
| 14             | Roberto Cartés    | 6 september 1972  | 5    | 1     | Argentinos Juniors      | 2     | 0    | 0          | 0                                          | 0           |
| 15             | Moisés Villarroel | 12 februari 1976  | 18   | 0     | Santiago Wanderers      | 1     | 0    | 0          | 0                                          | 0           |
| 16             | Mauricio Aros     | 9 maart 1976      | 8    | 0     | Universidad de Chile    | 5     | 0    | 1          | 0                                          | 0           |
| 19             | Esteban Valencia  | 8 januari 1972    | 35   | 3     | Universidad de Chile    | 2     | 0    | 0          | 0                                          | 0           |
| 20             | Fabián Estay      | 5 oktober 1968    | 54   | 4     | Toluca                  | 5     | 1    | 1          | 0                                          | 0           |
| 22             | David Pizarro     | 11 februari 1979  | 6    | 1     | Udinese Calcio          | 3     | 0    | 0          | 0                                          | 0           |
| Aanval         |                   |                   |      |       |                         |       |      |            |                                            |             |
| 9              | Iván Zamorano     | 18 januari 1967   | 48   | 27    | Inter Milaan            | 6     | 3    | 2          | 0                                          | 0           |
| 11             | Marcelo Salas     | 24 december 1974  | 45   | 30    | Lazio Roma              | 3     | 0    | 0          | 1                                          | 0           |
| 17             | Claudio Núñez     | 16 oktober 1975   | 19   | 4     | Club Tigres             | 3     | 0    | 0          | 0                                          | 0           |
| 18             | Pedro González    | 17 oktober 1967   | 17   | 4     | Universidad de Chile    | 6     | 0    | 1          | 0                                          | 0           |
| Bondscoach     |                   |                   |      |       |                         |       |      |            |                                            |             |
| Vlag van Chili | Nelson Acosta     | 12 juni 1944      |      |       |                         |       |      |            |                                            |             |

## Olympische Spelen 2000
- Resultaat: Bronzen medaille

| №              | Naam               | Geboortedatum     | Caps | Goals | Club                    | Duels | Goal | Kreeg geel | Kreeg voor de tweede keer geel en dus rood | Weggestuurd |
| Doel           | Doel               | Doel              | Doel | Doel  | Doel                    | Doel  | Doel | Doel       | Doel                                       | Doel        |
| -------------- | ------------------ | ----------------- | ---- | ----- | ----------------------- | ----- | ---- | ---------- | ------------------------------------------ | ----------- |
| 1              | Nelson Tapia       | 22 september 1966 |      |       | CD Universidad Católica | 6     | 0    | 0          | 0                                          | 0           |
| 18             | Javier di Gregorio | 23 januari 1977   |      |       | Coquimbo                | 0     | 0    | 0          | 0                                          | 0           |
| Verdediging    |                    |                   |      |       |                         |       |      |            |                                            |             |
| 2              | Cristian Álvarez   | 20 januari 1980   |      |       | CD Universidad Católica | 6     | 0    | 0          | 0                                          | 0           |
| 3              | Claudio Maldonado  | 3 januari 1980    |      |       | São Paulo               | 6     | 0    | 2          | 0                                          | 0           |
| 4              | David Henríquez    | 12 juli 1977      |      |       | CSD Colo-Colo           | 4     | 0    | 0          | 0                                          | 0           |
| 5              | Pablo Contreras    | 11 september 1978 |      |       | AS Monaco               | 6     | 1    | 1          | 0                                          | 0           |
| 6              | Pedro Reyes        | 13 november 1972  |      |       | AJ Auxerre              | 6     | 0    | 1          | 0                                          | 0           |
| 14             | Rodrigo Tello      | 14 oktober 1979   |      |       | Universidad de Chile    | 5     | 1    | 1          | 0                                          | 0           |
| 15             | Manuel Ibarra      | 18 november 1977  |      |       | CD Santiago Morning     | 1     | 0    | 0          | 0                                          | 0           |
| 16             | Rafael Olarra      | 26 mei 1978       |      |       | Universidad de Chile    | 6     | 1    | 1          | 0                                          | 0           |
| 19             | Mauricio Rojas     | 30 maart 1978     |      |       | Santiago Wanderers      | 1     | 0    | 0          | 0                                          | 0           |
| Middenveld     |                    |                   |      |       |                         |       |      |            |                                            |             |
| 8              | David Pizarro      | 11 september 1979 |      |       | Udinese Calcio          | 6     | 0    | 0          | 0                                          | 0           |
| 10             | Francisco Arrué    | 7 augustus 1977   |      |       | CD Santiago Morning     | 3     | 0    | 0          | 0                                          | 0           |
| 13             | Rodrigo Núñez      | 5 februari 1977   |      |       | Santiago Wanderers      | 4     | 0    | 0          | 0                                          | 0           |
| 17             | Patricio Ormazábal | 12 februari 1979  |      |       | CD Universidad Católica | 6     | 0    | 1          | 0                                          | 0           |
| Aanval         |                    |                   |      |       |                         |       |      |            |                                            |             |
| 7              | Sebastián González | 14 december 1978  |      |       | CSD Colo-Colo           | 4     | 0    | 2          | 0                                          | 0           |
| 9              | Iván Zamorano      | 18 januari 1967   |      |       | Inter Milaan            | 5     | 6    | 1          | 0                                          | 0           |
| 11             | Reinaldo Navia     | 10 mei 1978       |      |       | Santiago Wanderers      | 6     | 4    | 1          | 0                                          | 0           |
| 12             | Héctor Tapia       | 30 september 1977 |      |       | Perugia                 | 0     | 0    | 0          | 0                                          | 0           |
| Bondscoach     |                    |                   |      |       |                         |       |      |            |                                            |             |
| Vlag van Chili | Nelson Acosta      | 12 juni 1944      |      |       |                         |       |      |            |                                            |             |

## Copa América 2001
- Resultaat: Kwartfinale

data caps en goals corresponderend met situatie voorafgaand aan toernooi
| №              | Naam                 | Geboortedatum     | Caps | Goals | Club                         | Duels | Goal | Kreeg geel | Kreeg voor de tweede keer geel en dus rood | Weggestuurd |
| Doel           | Doel                 | Doel              | Doel | Doel  | Doel                         | Doel  | Doel | Doel       | Doel                                       | Doel        |
| -------------- | -------------------- | ----------------- | ---- | ----- | ---------------------------- | ----- | ---- | ---------- | ------------------------------------------ | ----------- |
| 1              | Sergio Vargas        | 17 augustus 1965  | 2    | 0     | Universidad de Chile         | 4     | 0    | 0          | 0                                          | 0           |
| 12             | Carlos Toro          | 4 februari 1976   | 2    | 0     | Santiago Wanderers           | 0     | 0    | 0          | 0                                          | 0           |
| 22             | Nelson Tapia         | 22 september 1966 |      |       | geen club                    | 0     | 0    | 0          | 0                                          | 0           |
| Verdediging    |                      |                   |      |       |                              |       |      |            |                                            |             |
| 2              | Mauricio Pozo        | 16 augustus 1970  |      |       | Cobreloa                     | 2     | 0    | 1          | 0                                          | 0           |
| 4              | David Henríquez      | 12 juli 1977      |      |       | Colo-Colo                    | 3     | 0    | 1          | 0                                          | 0           |
| 5              | Luis Fuentes         | 14 augustus 1971  |      |       | Cobreloa                     | 3     | 0    | 2          | 0                                          | 0           |
| 6              | Pedro Reyes          | 13 november 1972  |      |       | AJ Auxerre                   | 4     | 0    | 0          | 0                                          | 0           |
| 7              | Eros Pérez           | 3 juni 1976       |      |       | CA Colón                     | 3     | 0    | 0          | 0                                          | 0           |
| 14             | Mauricio Aros        | 9 maart 1976      |      |       | Universidad de Chile         | 2     | 0    | 0          | 0                                          | 0           |
| 16             | Ricardo Rojas        | 7 mei 1974        |      |       | Club América                 | 4     | 0    | 1          | 0                                          | 0           |
| 17             | Moisés Villarroel    | 12 februari 1976  |      |       | Santiago Wanderers           | 2     | 0    | 0          | 0                                          | 0           |
| 21             | Rodrigo Barra        | 24 september 1975 |      |       | Santiago Wanderers           | 0     | 0    | 0          | 0                                          | 0           |
| Middenveld     |                      |                   |      |       |                              |       |      |            |                                            |             |
| 3              | Claudio Maldonado    | 3 januari 1980    |      |       | São Paulo                    | 3     | 0    | 0          | 0                                          | 0           |
| 8              | Alejandro Osorio     | 24 september 1976 |      |       | Club Estudiantes de La Plata | 2     | 0    | 0          | 0                                          | 0           |
| 11             | Rodrigo Valenzuela   | 29 november 1975  |      |       | Club León                    | 4     | 0    | 0          | 0                                          | 0           |
| 18             | Marco Villaseca      | 13 mei 1975       |      |       | Colo-Colo                    | 4     | 0    | 1          | 0                                          | 0           |
| 19             | Pablo Galdamés       | 26 juni 1974      |      |       | Cruz Azul                    | 2     | 0    | 0          | 0                                          | 1           |
| 20             | Rodrigo Núñez        | 05 februari 1977  |      |       | Santiago Wanderers           | 2     | 0    | 0          | 0                                          | 0           |
| Aanval         |                      |                   |      |       |                              |       |      |            |                                            |             |
| 9              | Reinaldo Navia       | 10 mei 1978       | 11   | 2     | Tecos de Guadalajara         | 4     | 1    | 0          | 0                                          | 0           |
| 10             | Manuel Neira         | 12 oktober 1977   |      |       | Unión Española               | 2     | 0    | 0          | 0                                          | 0           |
| 13             | Marcelo Corrales     | 20 februari 1971  |      |       | Unión San Felipe             | 2     | 1    | 0          | 0                                          | 0           |
| 15             | Christian Montecinos | 29 december 1970  |      |       | Deportes Concepción          | 4     | 3    | 0          | 0                                          | 0           |
| Bondscoach     |                      |                   |      |       |                              |       |      |            |                                            |             |
| Vlag van Chili | Pedro García         | 3 april 1946      |      |       |                              |       |      |            |                                            |             |

## Copa América 2004
- Resultaat: Voorronde

data caps en goals corresponderend met situatie voorafgaand aan toernooi
| №              | Naam                | Geboortedatum    | Caps | Goals | Club                      | Duels | Goal | Kreeg geel | Kreeg voor de tweede keer geel en dus rood | Weggestuurd |
| Doel           | Doel                | Doel             | Doel | Doel  | Doel                      | Doel  | Doel | Doel       | Doel                                       | Doel        |
| -------------- | ------------------- | ---------------- | ---- | ----- | ------------------------- | ----- | ---- | ---------- | ------------------------------------------ | ----------- |
| 1              | Claudio Bravo       | 13 april 1983    | 0    | 0     | Colo-Colo                 | 1     | 0    | 0          | 0                                          | 0           |
| 12             | Alex Varas          | 26 maart 1976    | 5    | 0     | Santiago Wanderers        | 2     | 0    | 0          | 0                                          | 0           |
| Verdediging    |                     |                  |      |       |                           |       |      |            |                                            |             |
| 2              | Cristián Álvarez    | 20 januari 1980  |      |       | Universidad Católica      | 0     | 0    | 0          | 0                                          | 0           |
| 3              | Luis Fuentes        | 14 augustus 1971 | 11   | 1     | Cobreloa                  | 3     | 0    | 1          | 0                                          | 0           |
| 4              | Rodrigo Pérez       | 19 augustus 1973 | 23   | 0     | Cobreloa                  | 3     | 0    | 0          | 0                                          | 0           |
| 5              | Miguel Ramírez      | 11 juni 1970     | 62   | 1     | Colo-Colo                 | 0     | 0    | 0          | 0                                          | 0           |
| 13             | Ismael Fuentes      | 4 augustus 1981  | 0    | 0     | CSD Rangers               | 2     | 0    | 2          | 0                                          | 0           |
| 19             | Rafael Olarra       | 26 mei 1978      | 16   | 0     | CA Independiente          | 3     | 1    | 0          | 0                                          | 0           |
| Middenveld     |                     |                  |      |       |                           |       |      |            |                                            |             |
| 6              | Clarence Acuña      | 8 februari 1975  | 57   | 3     | Rosario Central           | 3     | 0    | 0          | 0                                          | 0           |
| 7              | Rodrigo Valenzuela  | 22 november 1975 | 9    | 0     | Club América              | 3     | 0    | 0          | 0                                          | 0           |
| 8              | Rodrigo Millar      | 3 november 1981  | 3    | 0     | Huachipato                | 2     | 0    | 0          | 0                                          | 0           |
| 10             | Luis Jiménez        | 17 juni 1984     | 1    | 0     | Ternana Calcio            | 2     | 0    | 1          | 0                                          | 0           |
| 14             | Moisés Villarroel   | 12 februari 1976 | 29   | 1     | Colo-Colo                 | 1     | 0    | 1          | 0                                          | 0           |
| 16             | Jonathan Cisternas  | 16 juni 1980     | 1    | 0     | Cobreloa                  | 1     | 0    | 1          | 0                                          | 0           |
| 17             | Milovan Mirošević   | 20 juni 1980     | 13   | 2     | Racing Club               | 3     | 0    | 0          | 0                                          | 0           |
| 18             | Rodrigo Meléndez    | 3 oktober 1977   | 10   | 1     | Quilmes                   | 3     | 0    | 1          | 0                                          | 0           |
| 20             | Mauricio Aros       | 9 maart 1976     | 25   | 0     | Huachipato                | 2     | 0    | 0          | 0                                          | 0           |
| 21             | Luis Pedro Figueroa | 14 mei 1983      | 2    | 0     | Universidad de Concepción | 0     | 0    | 0          | 0                                          | 0           |
| Aanval         |                     |                  |      |       |                           |       |      |            |                                            |             |
| 9              | Sebastián González  | 14 december 1978 | 5    | 1     | CF Atlante                | 3     | 1    | 0          | 0                                          | 0           |
| 11             | Mark González       | 10 mei 1984      | 8    | 2     | Universidad Católica      | 0     | 0    | 0          | 0                                          | 0           |
| 15             | Héctor Mancilla     | 12 november 1980 | 0    | 0     | Huachipato                | 3     | 0    | 1          | 0                                          | 0           |
| 22             | Patricio Galaz      | 31 december 1976 | 4    | 0     | Cobreloa                  | 2     | 0    | 0          | 0                                          | 0           |
| Bondscoach     |                     |                  |      |       |                           |       |      |            |                                            |             |
| Vlag van Chili | Juvenal Olmos       | 5 oktober 1962   |      |       |                           |       |      |            |                                            |             |

## WK voetbal 2005 (–20)
- Resultaat: Achtste finales

data caps en goals corresponderend met situatie voorafgaand aan toernooi
| №              | Naam                 | Geboortedatum     | Caps | Goals | Club                         | Duels | Goal | Kreeg geel | Kreeg voor de tweede keer geel en dus rood | Weggestuurd |
| Doel           | Doel                 | Doel              | Doel | Doel  | Doel                         | Doel  | Doel | Doel       | Doel                                       | Doel        |
| -------------- | -------------------- | ----------------- | ---- | ----- | ---------------------------- | ----- | ---- | ---------- | ------------------------------------------ | ----------- |
| 1              | Carlos Espinoza      | 23 februari 1985  |      |       | CD Puerto Montt              | 1     | 0    | 0          | 0                                          | 0           |
| 12             | Carlos Arias         | 4 september 1986  |      |       | Universidad Católica         | 2     | 0    | 0          | 0                                          | 0           |
| 21             | José Rosales         | 20 september 1986 |      |       | Club Deportivo O'Higgins     | 1     | 0    | 0          | 0                                          | 0           |
| Verdediging    |                      |                   |      |       |                              |       |      |            |                                            |             |
| 2              | Edson Riquelme       | 29 augustus 1985  |      |       | Deportes Concepción          | 4     | 0    | 1          | 0                                          | 0           |
| 4              | Sebastián Montesinos | 12 maart 1986     |      |       | Colo-Colo                    | 3     | 0    | 2          | 0                                          | 0           |
| 5              | Hugo Bascuñán        | 11 januari 1985   |      |       | Unión Atlético Maracaibo     | 4     | 0    | 2          | 0                                          | 0           |
| 13             | Felipe Muñoz         | 4 april 1985      |      |       | Colo-Colo                    | 4     | 0    | 1          | 0                                          | 0           |
| 16             | Francisco Sánchez    | 6 februari 1985   |      |       | CD Everton                   | 1     | 0    | 0          | 0                                          | 0           |
| 18             | Gonzalo Jara         | 29 augustus 1985  |      |       | Club Deportivo Huachipato    | 3     | 1    | 0          | 1                                          | 0           |
| Middenveld     |                      |                   |      |       |                              |       |      |            |                                            |             |
| 3              | Sebastián Páez       | 13 augustus 1986  |      |       | Club de Deportes La Serena   | 0     | 0    | 0          | 0                                          | 0           |
| 6              | Marcelo Díaz         | 30 december 1986  |      |       | Universidad de Chile         | 0     | 0    | 0          | 0                                          | 0           |
| 7              | Fernando Meneses     | 27 augustus 1985  |      |       | Colo-Colo                    | 2     | 0    | 0          | 0                                          | 0           |
| 8              | Iván Vásquez         | 13 augustus 1985  |      |       | Universidad Católica         | 4     | 0    | 0          | 0                                          | 0           |
| 10             | Pedro Morales        | 25 mei 1985       |      |       | Club Deportivo Huachipato    | 4     | 1    | 0          | 0                                          | 0           |
| 14             | Matías Fernández     | 15 mei 1986       |      |       | Colo-Colo                    | 4     | 1    | 0          | 0                                          | 0           |
| 15             | Carlos Carmona       | 21 februari 1987  |      |       | CD Coquimbo Unido            | 2     | 0    | 1          | 0                                          | 0           |
| 19             | José Fuenzalida      | 22 februari 1985  |      |       | Universidad Católica         | 4     | 2    | 0          | 0                                          | 0           |
| Aanval         |                      |                   |      |       |                              |       |      |            |                                            |             |
| 9              | Nicolás Canales      | 27 juni 1985      |      |       | Universidad de Chile         | 4     | 0    | 0          | 0                                          | 0           |
| 11             | Eduardo Tudela       | 3 maart 1986      |      |       | Club de Deportes Cobreloa    | 4     | 0    | 0          | 0                                          | 0           |
| 17             | Carlos Villanueva    | 5 februari 1986   |      |       | Audax Italiano               | 0     | 0    | 0          | 0                                          | 0           |
| 20             | Ricardo Parada       | 5 februari 1986   |      |       | CD Universidad de Concepción | 4     | 2    | 0          | 0                                          | 0           |
| Bondscoach     |                      |                   |      |       |                              |       |      |            |                                            |             |
| Vlag van Chili | José Sulantay        | 3 april 1940      |      |       |                              |       |      |            |                                            |             |

## Copa América 2007
- Resultaat: Kwartfinale

data caps en goals corresponderend met situatie voorafgaand aan toernooi
| №              | Naam               | Geboortedatum     | Caps | Goals | Club                        | Duels | Goal | Kreeg geel | Kreeg voor de tweede keer geel en dus rood | Weggestuurd |
| Doel           | Doel               | Doel              | Doel | Doel  | Doel                        | Doel  | Doel | Doel       | Doel                                       | Doel        |
| -------------- | ------------------ | ----------------- | ---- | ----- | --------------------------- | ----- | ---- | ---------- | ------------------------------------------ | ----------- |
| 1              | Claudio Bravo      | 13 april 1983     | 12   | 0     | Real Sociedad               | 4     | 0    | 0          | 0                                          | 0           |
| 12             | Nicolás Peric      | 19 oktober 1978   | 4    | 0     | Audax Italiano              | 0     | 0    | 0          | 0                                          | 0           |
| 23             | Fernando Hurtado   | 5 augustus 1983   | 5    | 0     | Cobreloa                    | 0     | 0    | 0          | 0                                          | 0           |
| Verdediging    |                    |                   |      |       |                             |       |      |            |                                            |             |
| 3              | Sebastián Roco     | 26 juni 1983      | 6    | 1     | Santiago Wanderers          | 1     | 0    | 1          | 0                                          | 0           |
| 4              | Ismael Fuentes     | 4 augustus 1981   | 7    | 0     | Jaguares de Chiapas         | 3     | 0    | 0          | 0                                          | 0           |
| 5              | Miguel Riffo       | 21 juni 1981      | 1    | 0     | Colo-Colo                   | 2     | 0    | 0          | 0                                          | 0           |
| 13             | Jorge Vargas       | 8 februari 1976   | 36   | 0     | Red Bull Salzburg           | 2     | 0    | 2          | 0                                          | 0           |
| 15             | Pablo Contreras    | 11 september 1978 | 37   | 1     | Celta de Vigo               | 4     | 0    | 1          | 0                                          | 0           |
| 19             | Gonzalo Jara       | 29 mei 1985       | 7    | 0     | Colo-Colo                   | 2     | 0    | 1          | 0                                          | 0           |
| Middenveld     |                    |                   |      |       |                             |       |      |            |                                            |             |
| 2              | Álvaro Ormeño      | 4 april 1979      | 2    | 0     | Gimnasia y Esgrima La Plata | 3     | 0    | 1          | 0                                          | 0           |
| 6              | José Luis Cabión   | 14 november 1983  | 5    | 0     | Deportes Melipilla          | 1     | 0    | 0          | 0                                          | 0           |
| 7              | Rodrigo Tello      | 14 oktober 1979   | 26   | 2     | Beşiktaş                    | 1     | 0    | 0          | 0                                          | 0           |
| 10             | Jorge Valdivia     | 19 oktober 1983   | 21   | 1     | SE Palmeiras                | 3     | 0    | 0          | 0                                          | 0           |
| 14             | Matías Fernández   | 15 mei 1986       | 9    | 3     | Villarreal                  | 3     | 0    | 0          | 0                                          | 0           |
| 16             | Manuel Iturra      | 23 juni 1984      | 15   | 1     | Universidad de Chile        | 3     | 0    | 2          | 0                                          | 0           |
| 17             | Arturo Sanhueza    | 11 maart 1979     | 12   | 0     | Colo-Colo                   | 4     | 0    | 1          | 0                                          | 0           |
| 18             | Rodrigo Meléndez   | 3 oktober 1977    | 23   | 1     | Colo-Colo                   | 2     | 0    | 0          | 0                                          | 0           |
| 20             | Gonzalo Fierro     | 21 maart 1983     | 3    | 0     | Colo-Colo                   | 2     | 0    | 1          | 0                                          | 0           |
| 21             | Carlos Villanueva  | 5 februari 1986   | 4    | 0     | Audax Italiano              | 2     | 1    | 0          | 0                                          | 0           |
| Aanval         |                    |                   |      |       |                             |       |      |            |                                            |             |
| 8              | Humberto Suazo     | 10 mei 1981       | 12   | 3     | CF Monterrey                | 4     | 3    | 1          | 0                                          | 0           |
| 9              | Reinaldo Navia     | 10 mei 1978       | 39   | 10    | Atlas Guadalajara           | 1     | 0    | 0          | 0                                          | 0           |
| 11             | Mark González      | 10 mei 1984       | 15   | 3     | Real Betis                  | 4     | 0    | 0          | 0                                          | 0           |
| 22             | Juan Gonzalo Lorca | 15 januari 1985   | 5    | 1     | Colo-Colo                   | 4     | 0    | 0          | 0                                          | 0           |
| Bondscoach     |                    |                   |      |       |                             |       |      |            |                                            |             |
| Vlag van Chili | Nelson Acosta      | 12 juni 1944      |      |       |                             |       |      |            |                                            |             |

## WK voetbal 2010
- Resultaat: Achtste finale

data caps en goals corresponderend met situatie voorafgaand aan toernooi
| №                   | Naam             | Geboortedatum     | Caps | Goals | Club                    | Duels | Goal | Kreeg geel | Kreeg voor de tweede keer geel en dus rood | Weggestuurd |
| Doel                | Doel             | Doel              | Doel | Doel  | Doel                    | Doel  | Doel | Doel       | Doel                                       | Doel        |
| ------------------- | ---------------- | ----------------- | ---- | ----- | ----------------------- | ----- | ---- | ---------- | ------------------------------------------ | ----------- |
| 1                   | Claudio Bravo    | 13 april 1983     | 41   | 0     | Real Sociedad           | 4     | 0    | 0          | 0                                          | 0           |
| 12                  | Miguel Pinto     | 4 juli 1983       | 13   | 0     | Universidad de Chile    | 0     | 0    | 0          | 0                                          | 0           |
| 23                  | Luis Marín       | 18 mei 1983       | 2    | 0     | Unión Española          | 0     | 0    | 0          | 0                                          | 0           |
| Verdediging         |                  |                   |      |       |                         |       |      |            |                                            |             |
| 2                   | Ismael Fuentes   | 4 augustus 1981   | 25   | 1     | CD Universidad Católica | 1     | 0    | 1          | 0                                          | 0           |
| 3                   | Waldo Ponce      | 4 december 1980   | 23   | 2     | CD Universidad Católica | 3     | 0    | 2          | 0                                          | 0           |
| 4                   | Mauricio Isla    | 12 juni 1988      | 10   | 0     | Udinese Calcio          | 4     | 0    | 0          | 0                                          | 0           |
| 5                   | Pablo Contreras  | 11 september 1978 | 49   | 1     | PAOK Thessaloniki       | 2     | 0    | 0          | 0                                          | 0           |
| 17                  | Gary Medel       | 3 augustus 1987   | 23   | 3     | CA Boca Juniors         | 3     | 0    | 2          | 0                                          | 0           |
| 18                  | Gonzalo Jara     | 29 augustus 1985  | 31   | 3     | West Bromwich Albion    | 4     | 0    | 0          | 0                                          | 0           |
| Middenveld          |                  |                   |      |       |                         |       |      |            |                                            |             |
| 6                   | Carlos Carmona   | 21 februari 1987  | 18   | 0     | Reggina Calcio          | 3     | 0    | 2          | 0                                          | 0           |
| 8                   | Arturo Vidal     | 22 mei 1987       | 21   | 1     | Bayer 04 Leverkusen     | 4     | 0    | 1          | 0                                          | 0           |
| 10                  | Jorge Valdivia   | 19 oktober 1983   | 36   | 4     | Al Ain FC               | 4     | 0    | 1          | 0                                          | 0           |
| 13                  | Marco Estrada    | 28 mei 1983       | 20   | 1     | Universidad de Chile    | 1     | 0    | 0          | 1                                          | 0           |
| 14                  | Matías Fernández | 15 mei 1986       | 35   | 7     | Sporting Lissabon       | 2     | 0    | 2          | 0                                          | 0           |
| 19                  | Gonzalo Fierro   | 21 maart 1983     | 16   | 1     | CR Flamengo             | 0     | 0    | 0          | 0                                          | 0           |
| 20                  | Rodrigo Millar   | 3 november 1981   | 19   | 1     | CSD Colo-Colo           | 3     | 1    | 1          | 0                                          | 0           |
| 21                  | Rodrigo Tello    | 14 oktober 1979   | 32   | 2     | Beşiktaş JK             | 1     | 0    | 0          | 0                                          | 0           |
| Aanval              |                  |                   |      |       |                         |       |      |            |                                            |             |
| 7                   | Alexis Sánchez   | 19 december 1988  | 26   | 8     | Udinese Calcio          | 4     | 0    | 0          | 0                                          | 0           |
| 9                   | Humberto Suazo   | 10 mei 1981       | 41   | 17    | Real Zaragoza           | 2     | 0    | 1          | 0                                          | 0           |
| 11                  | Mark González    | 10 juli 1984      | 38   | 3     | CSKA Moskou             | 4     | 1    | 0          | 0                                          | 0           |
| 15                  | Jean Beausejour  | 1 juni 1984       | 23   | 1     | Club América            | 4     | 1    | 0          | 0                                          | 0           |
| 16                  | Fabián Orellana  | 27 januari 1986   | 13   | 2     | Deportivo Xerez         | 1     | 0    | 0          | 0                                          | 0           |
| 22                  | Esteban Paredes  | 1 augustus 1980   | 12   | 5     | CSD Colo-Colo           | 2     | 0    | 0          | 0                                          | 0           |
| Bondscoach          |                  |                   |      |       |                         |       |      |            |                                            |             |
| Vlag van Argentinië | Marcelo Bielsa   | 21 juli 1955      |      |       |                         |       |      |            |                                            |             |

## Copa América 2011
- Resultaat: Kwartfinale

data caps en goals corresponderend met situatie voorafgaand aan toernooi
| №                   | Naam             | Geboortedatum     | Caps | Goals | Club                    | Duels | Goal | Kreeg geel | Kreeg voor de tweede keer geel en dus rood | Weggestuurd |
| Doel                | Doel             | Doel              | Doel | Doel  | Doel                    | Doel  | Doel | Doel       | Doel                                       | Doel        |
| ------------------- | ---------------- | ----------------- | ---- | ----- | ----------------------- | ----- | ---- | ---------- | ------------------------------------------ | ----------- |
| 1                   | Claudio Bravo    | 13 april 1983     | 52   | 0     | Real Sociedad           | 3     | 0    | 0          | 0                                          | 0           |
| 12                  | Miguel Pinto     | 4 juli 1983       | 15   | 0     | Universidad de Chile    | 1     | 0    | 0          | 0                                          | 0           |
| 23                  | Paulo Garcés     | 2 augustus 1984   | 1    | 0     | CD Universidad Católica | 0     | 0    | 0          | 0                                          | 0           |
| Verdediging         |                  |                   |      |       |                         |       |      |            |                                            |             |
| 3                   | Waldo Ponce      | 4 december 1980   | 33   | 3     | Cruz Azul               | 4     | 0    | 0          | 0                                          | 0           |
| 4                   | Mauricio Isla    | 12 juni 1988      | 21   | 1     | Udinese Calcio          | 0     | 0    | 1          | 0                                          | 0           |
| 5                   | Pablo Contreras  | 11 september 1978 | 57   | 1     | PAOK Thessaloniki       | 3     | 0    | 2          | 0                                          | 0           |
| 17                  | Gary Medel       | 3 augustus 1987   | 31   | 3     | Sevilla                 | 4     | 0    | 0          | 1                                          | 0           |
| 18                  | Gonzalo Jara     | 29 augustus 1985  | 43   | 3     | West Bromwich Albion    | 4     | 0    | 2          | 0                                          | 0           |
| Middenveld          |                  |                   |      |       |                         |       |      |            |                                            |             |
| 2                   | Francisco Silva  | 11 februari 1986  | 3    | 0     | CD Universidad Católica | 1     | 0    | 0          | 0                                          | 0           |
| 4                   | Mauricio Isla    | 12 juni 1988      | 21   | 1     | Udinese                 | 3     | 0    | 0          | 0                                          | 0           |
| 6                   | Carlos Carmona   | 21 februari 1987  | 27   | 0     | Atalanta Bergamo        | 4     | 0    | 0          | 0                                          | 0           |
| 8                   | Arturo Vidal     | 22 mei 1987       | 31   | 2     | Bayer 04 Leverkusen     | 3     | 1    | 1          | 0                                          | 0           |
| 10                  | Jorge Valdivia   | 19 oktober 1983   | 45   | 4     | Palmeiras               | 3     | 0    | 0          | 0                                          | 0           |
| 13                  | Marco Estrada    | 28 mei 1983       | 28   | 1     | Montpellier HSC         | 2     | 0    | 1          | 0                                          | 0           |
| 14                  | Matías Fernández | 15 mei 1986       | 42   | 10    | Sporting Lissabon       | 1     | 0    | 0          | 0                                          | 0           |
| 16                  | Gonzalo Fierro   | 21 maart 1983     | 21   | 1     | CR Flamengo             | 1     | 0    | 1          | 0                                          | 0           |
| 20                  | Rodrigo Millar   | 3 november 1981   | 28   | 2     | CSD Colo-Colo           | 0     | 0    | 0          | 0                                          | 0           |
| 21                  | Felipe Gutiérrez | 8 oktober 1990    | 4    | 0     | CD Universidad Católica | 0     | 0    | 0          | 0                                          | 0           |
| Aanval              |                  |                   |      |       |                         |       |      |            |                                            |             |
| 7                   | Alexis Sánchez   | 19 december 1988  | 36   | 13    | Udinese Calcio          | 4     | 1    | 1          | 0                                          | 0           |
| 9                   | Humberto Suazo   | 10 mei 1981       | 46   | 19    | CF Monterrey            | 4     | 1    | 0          | 0                                          | 0           |
| 11                  | Luis Jiménez     | 17 juni 1984      | 22   | 2     | AC Cesena               | 3     | 0    | 0          | 0                                          | 0           |
| 15                  | Jean Beausejour  | 1 juni 1984       | 35   | 3     | Birmingham City         | 3     | 0    | 0          | 0                                          | 1           |
| 19                  | Carlos Muñoz     | 21 april 1989     | 2    | 0     | Santiago Wanderers      | 1     | 0    | 0          | 0                                          | 0           |
| 22                  | Esteban Paredes  | 1 augustus 1980   | 22   | 7     | CSD Colo-Colo           | 4     | 1    | 0          | 0                                          | 0           |
| Bondscoach          |                  |                   |      |       |                         |       |      |            |                                            |             |
| Vlag van Argentinië | Claudio Borghi   | 28 september 1964 |      |       |                         |       |      |            |                                            |             |

## WK voetbal 2014
| №                   | Naam               | Geboortedatum    | Caps | Goals | Club                    | Duels | Goal | Kreeg geel | Kreeg voor de tweede keer geel en dus rood | Weggestuurd |
| Doel                | Doel               | Doel             | Doel | Doel  | Doel                    | Doel  | Doel | Doel       | Doel                                       | Doel        |
| ------------------- | ------------------ | ---------------- | ---- | ----- | ----------------------- | ----- | ---- | ---------- | ------------------------------------------ | ----------- |
| 1                   | Claudio Bravo      | 13 april 1983    |      |       | Real Sociedad           | 4     | 0    | 0          | 0                                          | 0           |
| 12                  | Cristopher Toselli | 15 juni 1988     |      |       | CD Universidad Católica | 0     | 0    | 0          | 0                                          | 0           |
| 23                  | Johnny Herrera     | 9 mei 1981       |      |       | Universidad de Chile    | 0     | 0    | 0          | 0                                          | 0           |
| Verdediging         |                    |                  |      |       |                         |       |      |            |                                            |             |
| 2                   | Eugenio Mena       | 18 juli 1988     |      |       | Santos FC               | 4     | 0    | 2          | 0                                          | 0           |
| 3                   | Miiko Albornoz     | 30 november 1990 |      |       | Malmö FF                | 0     | 0    | 0          | 0                                          | 0           |
| 4                   | Mauricio Isla      | 12 juni 1988     |      |       | Juventus                | 4     | 0    | 0          | 0                                          | 0           |
| 13                  | José Rojas         | 23 juni 1983     |      |       | Universidad de Chile    | 1     | 0    | 0          | 0                                          | 0           |
| 17                  | Gary Medel         | 3 augustus 1987  |      |       | Cardiff City            | 4     | 0    | 0          | 0                                          | 0           |
| 18                  | Gonzalo Jara       | 29 augustus 1985 |      |       | Nottingham Forest       | 4     | 0    | 0          | 0                                          | 0           |
| Middenveld          |                    |                  |      |       |                         |       |      |            |                                            |             |
| 5                   | Francisco Silva    | 11 februari 1986 |      |       | CA Osasuna              | 3     | 0    | 2          | 0                                          | 0           |
| 6                   | Carlos Carmona     | 21 februari 1987 |      |       | Atalanta Bergamo        | 1     | 0    | 0          | 0                                          | 0           |
| 8                   | Arturo Vidal       | 22 mei 1987      |      |       | Juventus                | 3     | 0    | 1          | 0                                          | 0           |
| 10                  | Jorge Valdivia     | 19 oktober 1983  |      |       | Palmeiras               | 3     | 1    | 0          | 0                                          | 0           |
| 15                  | Jean Beausejour    | 1 juni 1984      |      |       | Wigan Athletic          | 2     | 1    | 0          | 0                                          | 0           |
| 16                  | Felipe Gutiérrez   | 8 oktober 1990   |      |       | FC Twente               | 4     | 0    | 0          | 0                                          | 0           |
| 19                  | José Fuenzalida    | 22 februari 1985 |      |       | CSD Colo-Colo           | 0     | 0    | 0          | 0                                          | 0           |
| 20                  | Charles Aránguiz   | 17 april 1989    |      |       | SC Internacional        | 4     | 1    | 1          | 0                                          | 0           |
| 21                  | Marcelo Díaz       | 30 december 1986 |      |       | FC Basel                | 4     | 0    | 0          | 0                                          | 0           |
| Aanval              |                    |                  |      |       |                         |       |      |            |                                            |             |
| 7                   | Alexis Sánchez     | 19 december 1988 |      |       | FC Barcelona            | 4     | 2    | 0          | 0                                          | 0           |
| 9                   | Mauricio Pinilla   | 4 februari 1984  |      |       | Cagliari                | 3     | 0    | 1          | 0                                          | 0           |
| 11                  | Eduardo Vargas     | 20 november 1989 |      |       | Valencia CF             | 4     | 1    | 0          | 0                                          | 0           |
| 14                  | Fabián Orellana    | 27 januari 1986  |      |       | Celta de Vigo           | 0     | 0    | 0          | 0                                          | 0           |
| 22                  | Esteban Paredes    | 1 augustus 1980  |      |       | CSD Colo-Colo           | 0     | 0    | 0          | 0                                          | 0           |
| Bondscoach          |                    |                  |      |       |                         |       |      |            |                                            |             |
| Vlag van Argentinië | Jorge Sampaoli     | 13 maart 1960    |      |       |                         |       |      |            |                                            |             |

## Copa América 2015
- Resultaat: Winnaar

data caps en goals corresponderend met situatie voorafgaand aan toernooi
| №                   | Naam             | Geboortedatum     | Caps | Goals | Club                 | Duels | Goal | Kreeg geel | Kreeg voor de tweede keer geel en dus rood | Weggestuurd |
| Doel                | Doel             | Doel              | Doel | Doel  | Doel                 | Doel  | Doel | Doel       | Doel                                       | Doel        |
| ------------------- | ---------------- | ----------------- | ---- | ----- | -------------------- | ----- | ---- | ---------- | ------------------------------------------ | ----------- |
| 1                   | Claudio Bravo    | 13 april 1983     | 89   | 0     | FC Barcelona         | 6     | 0    | 0          | 0                                          | 0           |
| 12                  | Paulo Garcés     | 2 augustus 1984   | 1    | 0     | Colo-Colo            | 0     | 0    | 0          | 0                                          | 0           |
| 23                  | Johnny Herrera   | 9 mei 1981        | 12   | 0     | Universidad de Chile | 0     | 0    | 0          | 0                                          | 0           |
| Verdediging         |                  |                   |      |       |                      |       |      |            |                                            |             |
| 2                   | Eugenio Mena     | 18 juli 1988      | 34   | 3     | Cruzeiro EC          | 4     | 0    | 0          | 0                                          | 0           |
| 3                   | Miiko Albornoz   | 30 november 1990  | 5    | 1     | Hannover 96          | 2     | 0    | 0          | 0                                          | 0           |
| 4                   | Mauricio Isla    | 12 juni 1988      | 59   | 2     | Juventus             | 6     | 1    | 1          | 0                                          | 0           |
| 13                  | José Rojas       | 23 juni 1983      | 23   | 1     | Universidad de Chile | 1     | 0    | 0          | 0                                          | 0           |
| 17                  | Gary Medel       | 3 augustus 1987   | 73   | 6     | Internazionale       | 6     | 1    | 1          | 0                                          | 0           |
| 18                  | Gonzalo Jara     | 29 augustus 1985  | 75   | 3     | 1. FSV Mainz 05      | 4     | 0    | 1          | 0                                          | 0           |
| Middenveld          |                  |                   |      |       |                      |       |      |            |                                            |             |
| 5                   | Francisco Silva  | 11 februari 1986  | 17   | 0     | CA Osasuna           | 1     | 0    | 1          | 0                                          | 0           |
| 6                   | José Fuenzalida  | 22 februari 1985  | 26   | 1     | Boca Juniors         | 1     | 0    | 0          | 0                                          | 0           |
| 8                   | Arturo Vidal     | 22 mei 1987       | 63   | 9     | Juventus             | 6     | 3    | 1          | 0                                          | 0           |
| 10                  | Jorge Valdivia   | 19 oktober 1983   | 61   | 6     | Palmeiras            | 6     | 0    | 1          | 0                                          | 0           |
| 14                  | Matías Fernández | 15 mei 1985       | 62   | 14    | ACF Fiorentina       | 2     | 1    | 0          | 0                                          | 0           |
| 15                  | Jean Beausejour  | 1 juni 1984       | 65   | 6     | Wigan Athletic       | 4     | 0    | 0          | 0                                          | 0           |
| 19                  | Felipe Gutiérrez | 8 oktober 1990    | 22   | 1     | FC Twente            | 1     | 0    | 0          | 0                                          | 0           |
| 20                  | Charles Aránguiz | 17 april 1989     | 33   | 4     | SC Internacional     | 6     | 2    | 1          | 0                                          | 0           |
| 21                  | Marcelo Díaz     | 30 december 1986  | 31   | 1     | Hamburger SV         | 6     | 0    | 1          | 0                                          | 0           |
| Aanval              |                  |                   |      |       |                      |       |      |            |                                            |             |
| 7                   | Alexis Sánchez   | 19 december 1988  | 79   | 26    | Arsenal FC           | 6     | 1    | 0          | 0                                          | 0           |
| 9                   | Mauricio Pinilla | 4 februari 1984   | 33   | 6     | Atalanta Bergamo     | 2     | 0    | 2          | 0                                          | 0           |
| 11                  | Eduardo Vargas   | 20 november 1989  | 41   | 18    | SSC Napoli           | 6     | 0    | 4          | 0                                          | 0           |
| 16                  | David Pizarro    | 11 september 1979 | 41   | 2     | ACF Fiorentina       | 4     | 0    | 0          | 0                                          | 0           |
| 22                  | Ángelo Henríquez | 13 april 1994     | 5    | 2     | Dinamo Zagreb        | 2     | 0    | 0          | 0                                          | 0           |
| Bondscoach          |                  |                   |      |       |                      |       |      |            |                                            |             |
| Vlag van Argentinië | Jorge Sampaoli   | 13 maart 1960     |      |       |                      |       |      |            |                                            |             |

FFCh · A-internationals · Selecties · Bondscoaches · Chileens vrouwenelftal · Olympisch elftal · Chili U21 · Chili U20 · Chili U19 · Chili U18 · Chili U17
1910 – 1919 ·
1920 – 1929 ·
1930 – 1939 ·
1940 – 1949 ·
1950 – 1959 ·
1960 – 1969 ·
1970 – 1979 ·
1980 – 1989 ·
1990 – 1999 ·
2000 – 2009 ·
2010 – 2019 ·
2020 – 2029
WK 1930 · 
WK 1950 · 
WK 1962 · 
WK 1966 · 
WK 1974 · 
WK 1982 · 
WK 1998 · 
WK 2010 · 
WK 2014
OS 1928 · 
OS 1952 · 
OS 1984 · 
OS 2000
1910 · 
1911 · 1912 · 
1913 · 
1914 · 1915 · 
1916 · 
1917 · 
1918 · 
1919 · 
1920 · 
1921 · 
1922 · 
1923 · 
1924 · 
1925 · 
1926 · 
1927 · 
1928 · 
1929 · 
1930 · 
1931 · 1932 · 1933 · 1934 · 
1935 · 
1936 · 
1937 · 
1938 · 
1939 · 
1940 · 
1941 · 
1942 · 
1943 · 1944 · 
1945 · 
1946 · 
1947 · 
1948 · 
1949 · 
1950 · 
1951 · 
1952 · 
1953 · 
1954 · 
1955 · 
1956 · 
1957 · 
1958 · 
1959 · 
1960 · 
1961 · 
1962 · 
1963 · 
1964 · 
1965 · 
1966 · 
1967 · 
1968 · 
1969 · 
1970 · 
1971 · 
1972 · 
1973 · 
1974 · 
1975 · 
1976 · 
1977 · 
1978 · 
1979 · 
1980 · 
1981 · 
1982 · 
1983 · 
1984 · 
1985 · 
1986 · 
1987 · 
1988 · 
1989 · 
1990 ·
1991 · 
1992 · 
1993 · 
1994 · 
1995 · 
1996 · 
1997 · 
1998 · 
1999 · 
2000 · 
2001 · 
2002 · 
2003 · 
2004 · 
2005 · 
2006 · 
2007 · 
2008 · 
2009 · 
2010 · 
2011 · 
2012 · 
2013 · 
2014 · 
2015 · 
2016 ·
2017 ·
2018 ·
2019 ·
2020 ·
2021 ·
2022 ·
2023 ·
2024
Albanië ·
Algerije ·
Argentinië ·
Armenië ·
Australië ·
België ·
Bolivia ·
Bosnie en Herzegovina ·
Brazilië ·
Bulgarije ·
Burkina Faso ·
Canada ·
China ·
Colombia ·
Costa Rica ·
Cuba ·
DDR ·
Denemarken ·
Dominicaanse Republiek ·
Duitsland ·
Ecuador ·
Egypte ·
El Salvador · 
Engeland ·
Estland ·
Finland ·
Frankrijk ·
Ghana · 
Griekenland ·
Guatemala ·
Guinee ·
Haïti ·
Honduras ·
Hongarije ·
Ierland ·
IJsland ·
Irak ·
Iran ·
Israël ·
Italië ·
Ivoorkust ·
Jamaica ·
Japan ·
Joegoslavië ·
Kameroen ·
Kroatië ·
Litouwen ·
Marokko ·
Mexico ·
Nederland ·
Nieuw-Zeeland · 
Noord-Ierland ·
Noord-Korea ·
Oekraïne · 
Oman · 
Oostenrijk ·
Palestina ·
Panama · 
Paraguay ·
Peru ·
Polen ·
Portugal · 
Qatar ·
Roemenië · 
Rusland ·
Saoedi-Arabië ·
Schotland ·
Senegal ·
Servië ·
Slowakije ·
Sovjet-Unie ·
Spanje ·
Togo ·
Trinidad en Tobago ·  
Tsjecho-Slowakije ·
Tunesië · 
Turkije · 
Uruguay ·
Venezuela ·
Verenigde Arabische Emiraten ·
Verenigde Staten ·
Wales ·
Zambia ·
Zuid-Afrika ·
Zuid-Korea ·
Zweden ·
Zwitserland
Algerije (1982) · 
Australië (2014) · 
Brazilië (2014) · 
Honduras (2010) · 
Nederland (2014) · 
Oostenrijk (1982) · 
Spanje (2010) · 
Spanje (2014) · 
West-Duitsland (1982) · 
Zwitserland (2010)